# Guerres entre les dynasties Jin et Song
Notes
Alliances et Traités de paix : l'Alliance conclue en mer (en)-Traité de Shaoxing
Batailles
Incident de Jingkang-Bataille de Huangtiandang (en)-Siège de De'an (en)-Bataille de Yancheng (en)-Bataille de Tangdao-Bataille de Caishi
Les guerres entre les dynasties Jin et Song sont une série de conflits qui opposent les Jürchens de la dynastie Jin aux Han chinois de la dynastie Song. En 1115, les Jürchens se rebellent contre leurs souverains, les Khitans de la dynastie Liao et proclament le début de la dynastie Jin. Très vite, ils s'allient avec les Song (en), qui sont des ennemis des Liao depuis des décennies. D'après les termes de l'alliance, les Jin doivent rendre aux Song des territoires du nord de la Chine que les Liao contrôlent depuis 938. Cependant, la défaite rapide des Jurchens combinée avec les échecs militaires des Song font que les Jin sont, finalement, réticents à céder ces territoires. À la suite de l’échec des négociations, les relations entre les deux dynasties se tendent et en novembre 1125, les Jurchens attaquent les Song en envoyant une armée marcher sur Taiyuan et une autre sur Kaifeng, la capitale des Song.
Surpris par l’invasion, le général Song stationné à Taiyuan se replie de la ville, qui est rapidement assiégée et prise par les Jürchens. Alors que la seconde armée Jin s’approche de la capitale, l'empereur Song Huizong abdique et s’enfuit vers le sud. Un nouvel empereur, Song Qinzong, est intronisé à la suite de cette abdication. Les Jurchen commencent à assiéger Kaifeng en 1126, mais Qinzong ouvre immédiatement des négociations avec eux. il obtient la levée du siège contre le versement d'un important tribut annuel. Après le départ des Jin, Qinzong revient sur cet accord et envoie des troupes défendre les frontières nord au lieu de juste fortifier la capitale, comme prévu dans le traité de paix. Les Jin repartent alors en guerre contre les Song et assiègent à nouveau Kaifeng en 1127. La ville tombe et l’empereur chinois est capturé lors d'un événement connu sous le nom d'incident de Jingkang. La capitale est pillée et les Song perdent le contrôle du nord de la Chine au profit des Jin. Les survivants du massacre se replient dans le sud de la Chine et, après de brefs séjours dans plusieurs capitales temporaires, s'installent définitivement à Hangzhou. Le repli vers le sud de la Cour des Song marque la fin de la période des Song du Nord et le début de celle des Song du Sud.
Les Jurchens tentent de conquérir le sud de la Chine dans les années 1130, mais ils doivent faire face en même temps à des insurrections pro-Song dans le Nord et à une contre-offensive des Song conduite par les généraux Yue Fei et Han Shizhong, entre autres. Ces généraux réussissent à récupérer quelques territoires mais ils finissent par se retirer sur ordre de l’empereur, qui préfère trouver une solution pacifique à la guerre. Cette solution se concrétise avec le traité de Shaoxing, que les Jin et les Song signent en 1142. La frontière entre les deux empires est fixée le long de la rivière Huai, mais des conflits entre les deux dynasties persistent jusqu'à la chute des Jin en 1234.
Ainsi, Wanyan Liang, le quatrième empereur Jin, lance une campagne contre les Song, qui se conclut par un échec cinglant. Après sa défaite lors de la bataille de Caishi en 1161, Wanyan est assassiné par ses propres officiers mécontents. Entre 1206 et 1208, les Song tentent à leur tour d'envahir le Jin lors d'une guerre de revanche, mais là aussi cette campagne militaire se conclut par un échec. Une décennie plus tard, en 1217, le Jin lance une nouvelle campagne militaire contre les Song, pour essayer de compenser les pertes territoriales qu'ils ont subies après le début de la guerre avec les Mongols. Comme les tentatives précédentes, celle-ci se conclut par un échec. En 1233, les Song s'allient aux Mongols et l’année suivante une attaque conjointe des deux armées permet de prendre Caizhou, le dernier refuge de l’empereur Jin. La dynastie Jin s’effondre en 1234, mais les Song n'ont pas le temps de profiter de cette victoire, car ils deviennent la nouvelle cible des Mongols et tombent à leur tour en 1279.
Ces guerres ont engendré une époque de changements technologiques, culturels et démographiques en Chine. Les batailles entre les Song et les Jin ont entraîné l’introduction de diverses armes à poudre noire. C'est lors du siège de De'an en 1132, qu'a été enregistrée la première utilisation de la « lance de feu » (huo qiang), un lointain ancêtre des lance-flammes. Selon les chroniques de l'époque, lors des batailles, les Song utilisent également des bombes à poudre primitives comme les projectiles incendiaires huopao ou les projectiles explosifs tiehuopao, des flèches incendiaires et d'autres armes du même type. Dans le nord de la Chine, malgré leur victoire, les tribus Jurchen ne sont qu'une minorité qui domine un empire habité principalement par des anciens sujets des Song. Les migrants Jurchen s'installent dans les territoires conquis et assimilent la culture locale. Le gouvernement Jin met en place une bureaucratie impériale centralisée, qui est calquée sur celle des précédentes dynasties chinoises. Autre signe d'assimilation, les Jin basent leur légitimité sur la philosophie confucéenne, tout comme les empereurs chinois qui les ont précédés. De leur côté, les réfugiés Song ayant fui le nord s'installent dans le Sud de la Chine. Leur empire est diminué territorialement et politiquement, car le Nord était le centre culturel de la Chine, et sa conquête par les Jin a diminué la stature internationale de la dynastie Song. Cependant, les Song du Sud renouent rapidement avec la prospérité économique et le commerce avec les Jin se révèle lucratif malgré des décennies de guerre. Avec le temps, Hangzhou, la capitale des Song du Sud, devient une grande place commerciale.

## L'alliance fragile des Song et des Jin

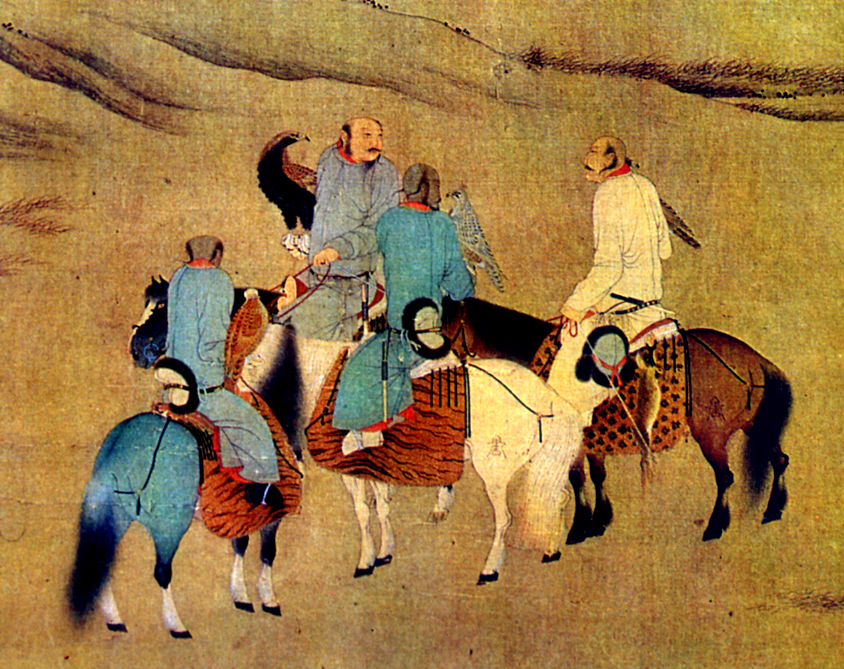
Les Song et les Jin s'allient contre les Khitans du Liao.
Peinture représentant des chasseurs Khitans, National Palace Museum

Les Jürchens sont un peuple formés de tribus au mode de vie semi-agraire et originaires de la Mandchourie. Leur langue fait partie des langues toungouses. Plusieurs de ces tribus Jurchen font partie des vassaux de la dynastie Liao, un empire gouverné par le peuple nomade des Khitans, qui s'étend sur la plus grande partie de la Mongolie moderne, une partie de la Chine du Nord, le nord-est de la Chine, le nord de la Corée et certaines parties de l’Extrême-Orient russe. Au sud des territoires Liao se trouve l'empire chinois de la dynastie Song. Les Song et le Liao sont en paix, mais depuis une défaite militaire qu'ils ont subie face aux Liao en 1005, les Chinois versent à leurs voisins du nord un tribut annuel de 200 000 rouleaux de soie et 100 000 taels d’argent.
En 1114, le chef Wanyan Aguda (1068-1123) unifie les tribus Jurchen et déclenche une révolte anti-Liao. En 1115, il s'autoproclame empereur de la dynastie "Jin d'or". Informé par un transfuge du Liao du succès du soulèvement des Jurchen, l’empereur Song Huizong et son chef des armées, l’eunuque Tong Guan, voient cette faiblesse des Liao comme une occasion de recouvrer les seize préfectures. Ces préfectures sont une série de villes et de passes fortifiées que les Liao ont annexées en 938 aux dépens des Shatuo de la dynastie des Jin postérieurs et que les Song ont tenté, en vain de reconquérir. La Cour des Song envoie donc des ambassadeurs auprès des Jin pour conclure avec eux une alliance contre leur ennemi commun, les Liao.

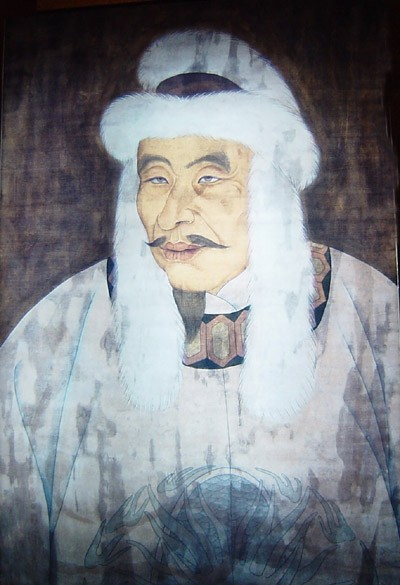
Le chef Jurchenn Wanyan Aguda, qui s'autoproclame premier empereur de la dynastie Jin en 1115

Comme les routes terrestres entre les Song et les Jin sont contrôlées par les Liao, les échanges diplomatiques se font par voie maritime, en traversant la mer de Bohai. Les négociations en vue d’une alliance commencent en secret et sont officiellement une prise de contact par les Song pour l'achat de chevaux auprès des Khitans. Les diplomates des Song se rendent à la Cour des Jin et rencontrent Aguda en 1118, tandis que les envoyés des Jurchens arrivent à Kaifeng, la capitale des Song, l'année suivante. Au début, les deux parties conviennent de garder tous les territoires Liao qu'ils réussiraient à annexer durant les combats, mais en 1120, Aguda accepte de céder les Seize préfectures aux Song, en échange du versement par ces derniers d'un tribut équivalent à celui qu'ils versaient aux Liao. Cependant, à la fin de l'an 1120, les Jurchens se sont déjà emparés de la capitale principale des Liao et n'offrent aux Song qu'une petite partie des seize préfectures. Entre autres choses, le Jin veut garder Dantong, la capitale de l'Ouest des Liao, qui est à l’extrémité ouest des seize préfectures. Les accords évoluent et les deux parties conviennent que le Jin doit s'emparer de la capitale centrale des Liao, tandis que les Song prennent Yanjing, leur capitale septentrionale.
Au début, l’attaque conjointe contre les Liao est prévue pour 1121, mais elle est reportée à 1122. Le 23 février de la même année, le Jin capture la capitale centrale des Liao, comme prévu. Par contre, les Song retardent leur entrée en guerre car ils doivent lutter contre les Xia occidentaux, des vassaux des Liao, dans le Nord-Ouest, tout en réprimant une grande révolte populaire menée par Fang La dans le sud. Ce n'est qu'en mai 1122 qu'une armée Song commandée par Tong Guan fini enfin par attaquer Yanjing. L'expédition tourne court, car les troupes du Liao, pourtant inférieures en nombre et affaiblies, repoussent les envahisseurs avec facilité. Tong est obligé de se replier sur Kaifeng, d'où il lance une autre attaque en automne, qui échoue à nouveau et se conclut par un nouveau repli sur la capitale des Song. Après la première attaque, Aguda change les termes de l’accord et ne veut plus accorder qu'Yanjing et six autres préfectures aux Song. Début 1123, les Jurchen attaquent eux-mêmes la capitale septentrionale des Liao, qu'ils prennent facilement. La ville est saccagée et sa population réduite en esclavage.
L’effondrement rapide des Liao conduit à de nouvelles négociations entre les Song et les Jin. En effet, les succès militaires de ces derniers et le fait qu'ils aient le contrôle effectif des seize préfectures leur donne plus de poids, ce dont ils comptent bien profiter. De plus, Ammar est de plus en plus frustré et aigri, car il se rend compte que, malgré leurs échecs militaires, les Song veulent toujours s’emparer de la plupart des préfectures. C'est au printemps 1123 que les négociations s'achèvent et que le premier traité entre les Song et les Jin est signé. Finalement, les Song ne récupèrent que sept préfectures, dont Yanjing et doivent payer aux Jin un tribut annuel de 300 000 rouleaux de soie et 200 000 taëls d’argent, ainsi qu’une somme forfaitaire de 1 000 000 000 pièces de cuivre pour compenser la perte des recettes fiscales que les Jurchens auraient réalisés s’ils avaient gardé les préfectures,. En mai 1123, Tong Guan et les armées des Song entrent dans la ville saccagée de Yanjing.

## La guerre contre les Song

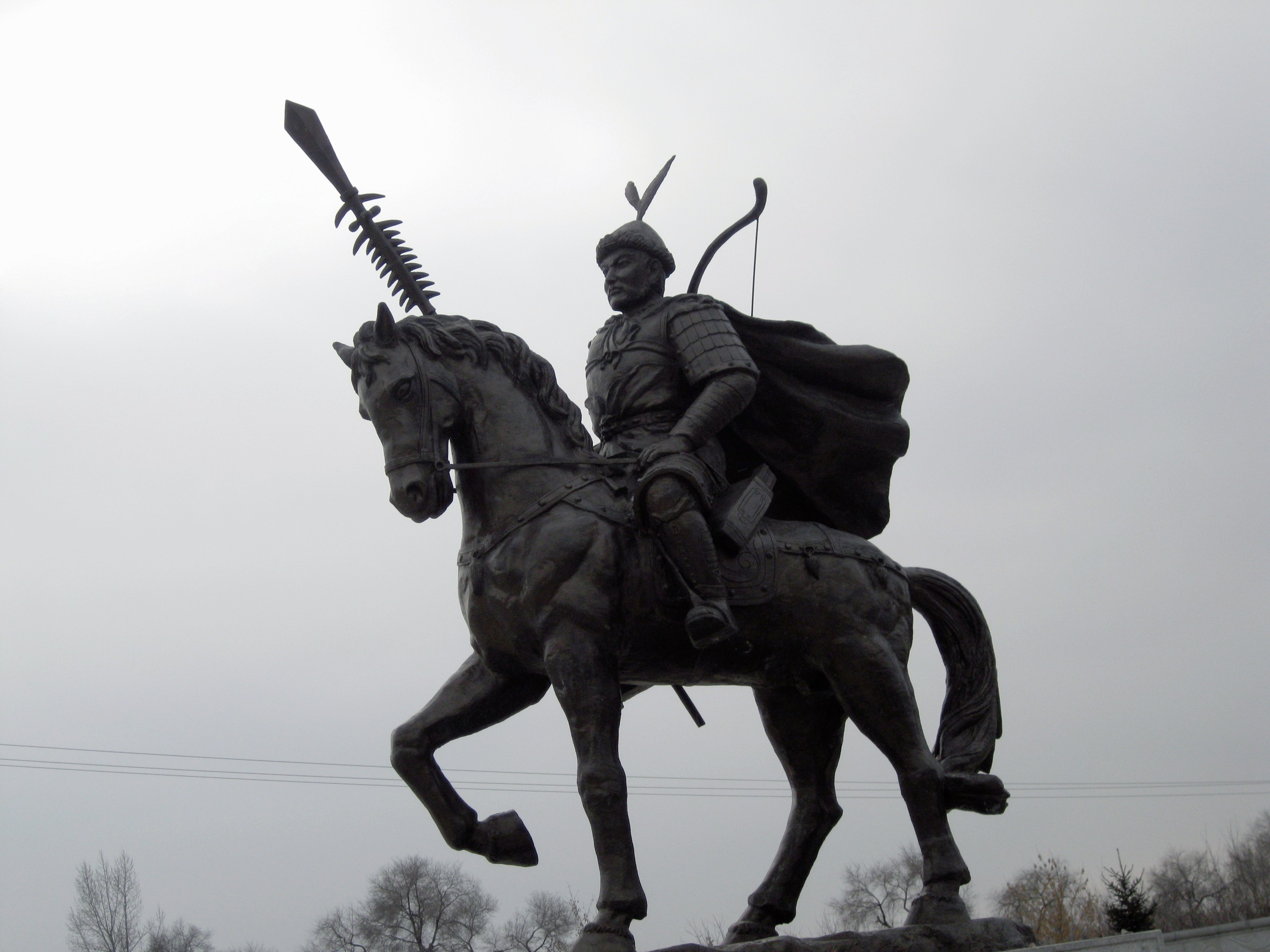
Statue récente représentant l'empereur Jin Taizong, située devant le musée de la première capitale des Jin. C'est Taizong qui lance les campagnes militaires qui se concluent par la fin de la période des Song du nord en 1127.

### La fin de l'alliance Song–Jin
À peine un mois après que les Song ont récupéré Yanjing, Zhang Jue (張覺) décide de faire défection au profit des Song. Cet homme est l'ancien gouverneur militaire des Liao pour la préfecture de Pingzhou, qui se situe à 200 km à l’est de Yanjing. Zhang tue le nouveau responsable de Pignzhou nommé par les Jin et livre la ville aux Song,,. Cette rébellion dure peu de temps, car les Jurchens écrasent ses troupes quelques mois plus tard et Zhang s'enfuit pour aller se réfugier à Yanjing. Même si les Song décident de l’exécuter à la fin de l'année 1123, cet incident augmente les tensions entre les deux États, car le traité signé au printemps interdit explicitement aux deux empires d’héberger des transfuges. En 1124, des fonctionnaires Song aggravent ces tensions en demandant aux Jin la cession de neuf préfectures frontalières de plus. Le nouvel empereur Jin Taizong (r. 1123-1135), le frère et successeur d'Aguda, commence par hésiter, mais les princes Wanyan Zonghan et Wanyan Zongwang (完颜宗望) refusent avec véhémence que l'empire Jin cède le moindre territoire aux Song. Taizong finit par accorder deux préfectures mais, surtout, il commence à se préparer à attaquer ses voisins du Sud.
Avant d'envahir les Song, les Jurchens signent en 1124 un accord de paix avec leurs voisins de l’Ouest, la dynastie tangoute des Xia occidentaux. L’année suivante, ils capturent Tianzuo, le dernier empereur des Liao, près du désert de l’Ordos, mettant fin à la dynastie Liao pour de bon. Dès lors, les Jurchens ont les mains libres et entament les préparatifs pour l'invasion de la Chine des Song.

### Première campagne
En novembre 1125 Taizong ordonne à ses armées d'attaquer les Song, la défection de Zhang Jue deux ans plus tôt servant de casus belli. Deux armées sont envoyées pour capturer les villes les plus importantes des Song, la première attaquant par l'ouest et la seconde par l'est.

#### Le siège de Taiyuan
L’armée de l'ouest, dirigée par Wanyan Zonghan, part de Datong et se dirige vers Taiyuan, en passant par les montagnes du Shanxi, afin de rejoindre Luoyang, la capitale de l'ouest des Song,. Les troupes des Song, qui ne s’attendaient pas une invasion, sont prises au dépourvu. Le général chinois Tong Guan est informé de l'invasion par un émissaire qu’il avait envoyé auprès des Jin afin d’obtenir la cession des deux préfectures promises. Cet envoyé signale que les Jurchens sont prêts à renoncer à leur invasion, si les Song leur cèdent le contrôle du Hebei et du Shanxi. Tong Guan se replie de Taiyuan et laisse le commandement de ses troupes à Wang Bing. Les Jin assiègent la ville vers mis-janvier 1126,, et grâce à la résistance de Wang Bing, Taiyuan tient assez longtemps pour empêcher les troupes des Jurchen de continuer leur progression vers Luoyang.

#### Le premier siège de Kaifeng
Pendant ce temps, l’armée de l’est, commandée par Wanyan Zongwang, se dirige vers Yanjing afin de rejoindre Kaifeng, la capitale principale des Song. Zongwang ne rencontre quasiment aucune résistance armée sur son chemin et prend facilement Yanjing car le général Guo Yaoshi (郭藥師), le commandant militaire de la ville, fait défection au profit des Jin et livre la cité à ses nouveaux maîtres. En fait, alors que les Song ont dû faire face à une résistance opiniâtre de la population chinoise locale lorsqu'ils ont tenté de récupérer les seize préfectures; lorsque les Jurchens envahissent la zone à leur tour, ils ne rencontrent aucune opposition. À la fin du mois de décembre 1125, l’armée de l'est a pris le contrôle de deux préfectures et rétabli la domination Jurchen sur l'intégralité des seize préfectures. Début 1126, les troupes des Jin s’approchent de Kaifeng. 

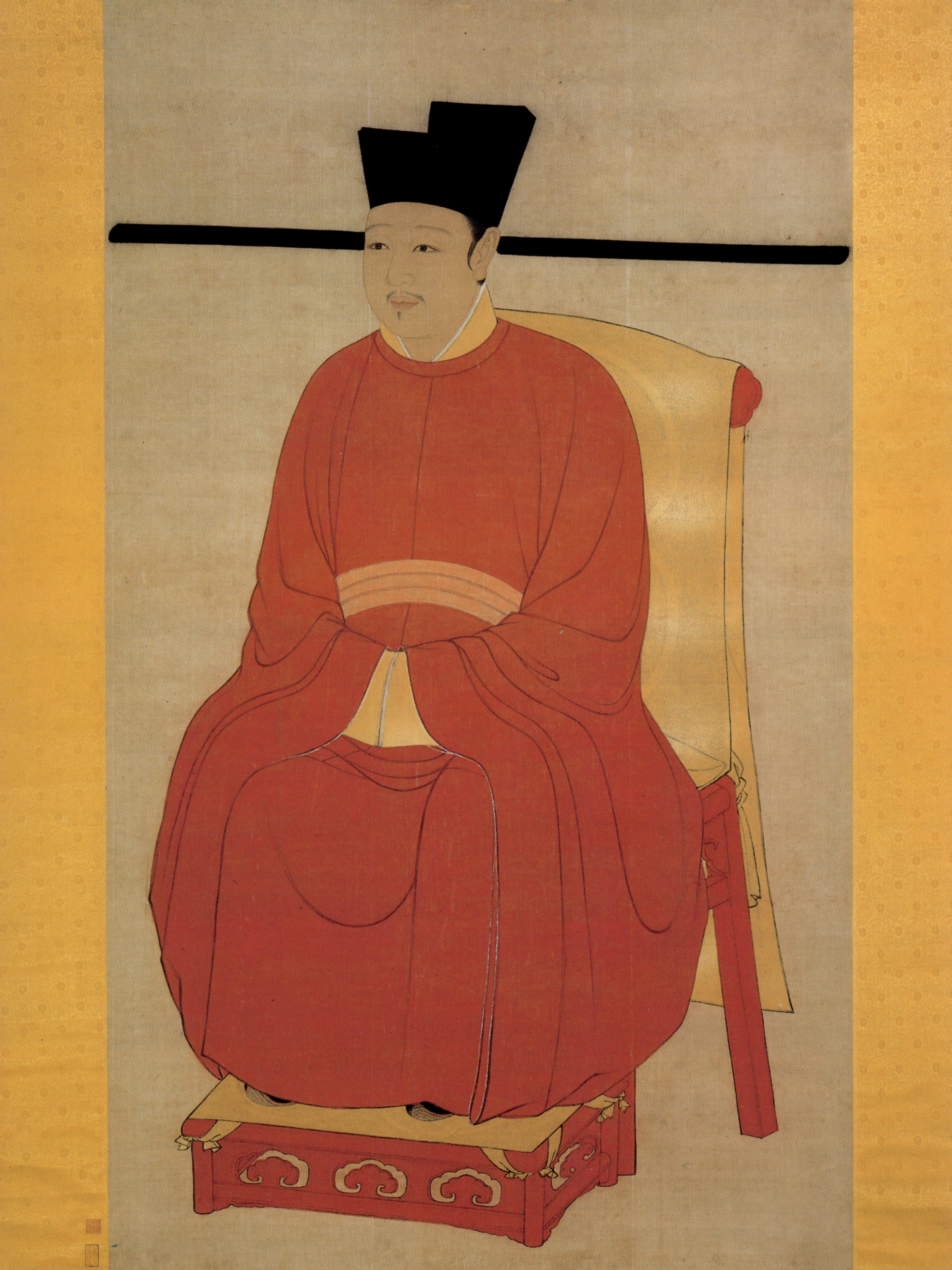
L'empereur Song Huizong, qui part de Kaifeng le 28 janvier 1126, alors que les Jurchens s'approchent de la cité.

Effrayé par l'avancée des troupes ennemies, l'empereur Song Huizong veut battre en retraite vers le sud. Cependant, si l’empereur déserte la capitale, cela sera considéré comme un acte de capitulation. Pour éviter cela, les fonctionnaires de la Cour réussissent à le convaincre d’abdiquer. Cette abdication ne soulève que peu d'objections, car sauver un empire en pleine crise de la destruction totale est jugé plus important que de préserver les rituels de l’héritage impérial. En janvier 1126, quelques jours avant le nouvel an, Huizong abdique en faveur de son fils et est rétrogradé au rôle cérémoniel d'empereur retiré. Les troupes des Jurchen atteignent le fleuve Jaune le 27 janvier 1126, deux jours après le nouvel an. Huizong s’enfuit à Kaifeng le lendemain et s’échappe vers le sud en laissant le nouvel empereur Song Qinzong (r. 1126-1127), responsable de la capitale.
Le siège de Kaifeng débute le 31 janvier 1126. Le commandant de l’armée de l'est promet d’épargner la ville si les Song se soumettent aux Jin et deviennent leurs vassaux ; le premier ministre et un prince impérial sont livrés prisonniers ; les préfectures Hejian, Taiyuan et Zhongshan sont cédées aux Jurchens et enfin, si les Chinois donnent aux Jin 50 millions de taels d’argent, 5 millions de taels d’or, 1 million de rouleaux de soie, 1 million de rouleaux de satin, 10 000 chevaux, 10 000 mules, 10 000 bovins et 1 000 chameaux. Cette indemnité est l'équivalent d'environ 180 ans du tribut annuel que les Song payent aux Jin depuis 1123.
Des luttes intestines éclatent à la Cour des Song sur la marche à suivre face à une telle demande, alors qu'il n'y a quasiment aucun espoir d'obtenir une aide extérieure. Les fonctionnaires de la Cour qui veulent accepter l'offre des Jin font face à l'opposition farouche de ceux qui veulent continuer la guerre. Les opposants à la reddition, comme Li Gang (李剛 ; 1083 – 1140) veulent continuer à défendre la ville jusqu'à l’arrivée des renforts et l'épuisement des vivres des Jurchen. Ils tentent une embuscade nocturne contre les Jin, qui échoue. Dès lors, ils perdent leur position dominante à la cour et sont remplacés par des fonctionnaires pro-paix. Pressé par ses fonctionnaires et affaibli politiquement par l’échec de l'attaque, Qinzong répond favorablement aux demandes des Jurchen, et les Song cèdent aux Jin les trois préfectures qu'ils réclament. L’armée des Jurchen lève alors le siège en mars, après 33 jours.

### Seconde campagne
Presque immédiatement après le départ des armées Jin de Kaifeng, l'empereur Qinzong revient sur sa parole et envoie deux armées pour repousser les troupes Jurchen qui attaquent Taiyuan et renforcer les défenses de Zhongshan et Hejian. Cette tentative de riposte tourne court, car une armée Song de 90 000 soldats et une autre de 60 000 sont vaincues par les Jin en juin 1126. Une seconde expédition est envoyée pour tenter de lever le siège de Taiyuan, mais c'est un nouvel échec.
Les Jin comprennent que les Song ne vont pas tenir parole, tout en prenant conscience de la faiblesse des armées chinoises. Ils lancent alors une deuxième campagne punitive, toujours en divisant leurs troupes en deux armées,. Wanyan Zonghan s'était retiré de Taiyuan après l’accord de Kaifeng et avait laissé quelques troupes sur place pour continuer le siège. Lors de cette seconde campagne, il revient avec l'armée de l’Ouest. Submergé sous le nombre des assaillants, Taiyuan tombe en septembre 1126, après 260 jours de siège. Lorsque la Cour des Song reçoit la nouvelle de la chute de Taiyuan, les fonctionnaires pro-guerre retombent en disgrâce, au profit de ceux qui recherchent l’apaisement. À la mi-décembre, les deux armées des Jurchen convergent sur Kaifeng pour la seconde fois de l'année.

#### Second siège de Kaifeng
Après la défaite de plusieurs armées Song, l'empereur Qinzong veut négocier une trêve avec les Jin, mais il commet une erreur stratégique énorme quand il ordonne aux troupes qu'il lui reste de protéger les villes principales des provinces au lieu de Kaifeng. Négligeant l’importance de la capitale, il laisse à Kaifeng moins de 100 000 soldats pour défendre la ville. Dès lors, les armées des Song, dispersées dans toute la Chine, vont être incapables d'empêcher le second siège de la capitale par les Jurchen.
L’assaut des Jin a débuté au milieu du mois de décembre 1126. Alors même que les combats font rage, Song Qinzong continue d’essayer de négocier la paix. Mais les Jin se savent en position de force et ont des exigences énormes, car ils réclament toutes les provinces situées au nord du fleuve Jaune. Après plus de vingt jours de combats sanglants contre les assiégeants, les défenses des Song sont décimées et le moral des soldats diminue rapidement,. Le 9 janvier 1127, les Jurchens pénètrent dans la ville et commencent à la piller. L'empereur Qinzong essaye d’apaiser les vainqueurs, en leur offrant toutes les richesses restantes de la capitale : le Trésor royal est vidé et les possessions des habitants de la ville sont saisies. Cela ne suffit pas et l’empereur doit capituler quelques jours plus tard,.
Qinzong, l’empereur retiré Huizong, qui était revenu du sud après la fin du premier siège, et les membres de la Cour des Song sont capturés par les Jurchens et deviennent des otages. Ils sont emmenés au nord de la province de Huining, où ils sont dépouillés de leurs privilèges royaux, réduits à l'état de roturiers et humiliés par leurs ravisseurs. Ils commencent par recevoir des titres les couvrant de ridicule; Qinzong, par exemple, devenant le marquis de Chonghun (重昏), soit "le marquis doublement confus". En 1128 les autorités du Jin leur font accomplir un rituel normalement destiné aux criminels de guerre. Le traitement qu'ils reçoivent s'adoucit après la mort de Huizong en 1135, puis, en 1141, alors que les relations entre le Jin et les Song du sud se normalisent, Qinzong reçoit un nouveau titre avec une connotation plus neutre. Il devient le Duc (公, gong) de Tianshui Jun, d'après une commanderie située en amont de la rivière Wei, tandis que Huizong reçoit à titre posthume le rang de Prince de Tianshui Jun. Quelques mois plus tard, l'ancien empereur commence à recevoir une allocation en rapport avec son rang.

### Les causes de l'échec des Song

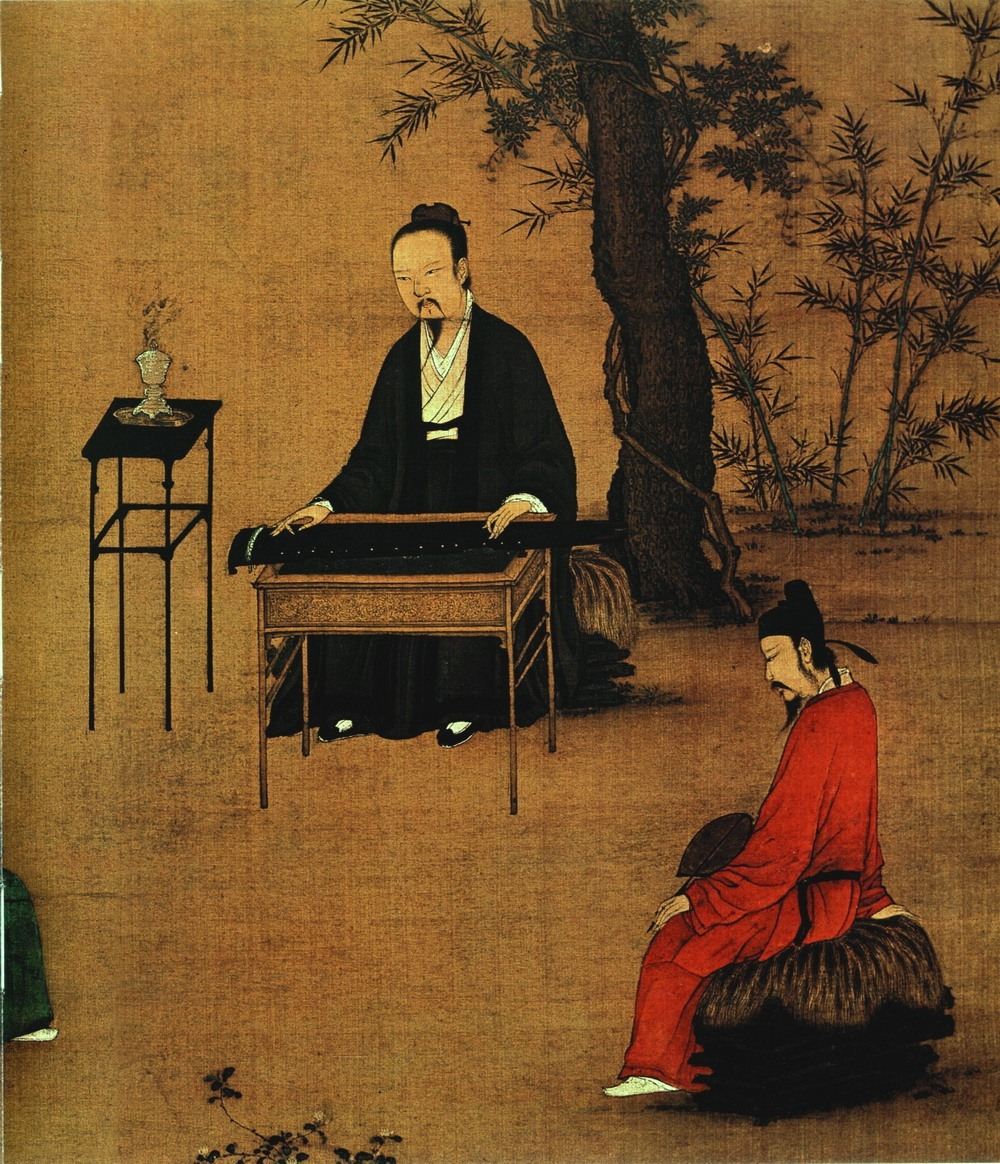
Une peinture de l'empereur Huizong. Le très grand intérêt que Huizong porte à l'art a peut-être joué un rôle dans la chute des Song du Nord.

Plusieurs facteurs ont contribué à la multiplication des échecs militaires des Song, qui ont conduit à la perte du Nord de la Chine au profit des Jurchens.
Traditionnellement, les chroniques officielles et les historiens chinois considèrent que c'est le climat de corruption et de vénalité de la Cour impériale de Huizong qui est responsable du déclin de la dynastie. Ces récits condamnent Huizong et ses fonctionnaires pour leurs échecs moraux. Les premiers empereurs Song ont conduit un grand nombre de réformes politiques et ont voulu rétablir le cadre déontologique du confucianisme. Mais cet enthousiasme pour les réformes s'effrite progressivement après le renvoi du réformiste Wang Anshi de son poste de chancelier en 1076. La corruption gâche le règne de Huizong, qui est plus qualifié comme peintre que comme souverain. Il est connu pour son extravagance et il finance des chantiers de constructions coûteux pour des jardins et des temples, tandis qu'éclatent des rébellions qui menacent le pouvoir de l’État.

Les historiens modernes ont une autre analyse de la situation. Pour Ari Daniel Levine, la responsabilité de cet échec est plus à chercher du côté des responsables de l'armée et de la bureaucratie. Selon Levine, la perte du Nord de la Chine n’était pas inévitable. L’armée a été trop sollicitée, par un gouvernement trop sûr de sa propre force militaire. Un des cas les plus flagrants est la guerre que Huizong livre contre les Xia Occidentaux : il vide les caisses de l'État pour financer une campagne qui s'achève par un échec cuisant. Les Song ne font pas mieux en matière de diplomatie, car à force d'insister pour avoir toujours plus de territoires de l'ancienne dynastie Liao, la seule chose que réussit la cour Impériale est de provoquer la rupture de l'alliance avec les Jin. De plus, ils sous-estiment la puissance de la dynastie Jin et favorisent la montée en puissance de l'armée des Jurchens,. La dynastie Song bénéficie de ressources abondantes, à l’exception des chevaux; mais ces moyens sont mal utilisés lors des batailles et ce, quel que soit l'ennemi,. Contrairement aux dynasties Han et Tang qui l'ont précédée, la dynastie Song n'a aucune emprise directe ou indirecte sur l'Asie centrale, là où elle pourrait élever ou acheter les chevaux nécessaires à la création et au maintien d'une puissante cavalerie. Comme le général Li Gang des Song l'a noté, sans un approvisionnement constant en chevaux, les armées chinoises ont un désavantage significatif contre la cavalerie des Jurchen : 
Les Jin ont remporté la victoire simplement parce qu’ils ont utilisé leur cavalerie lourde, alors que nous ne leur avons opposé que des fantassins. On ne pouvait que s’attendre à ce qu'ils [nos soldats] soient taillés en pièces.

## Les guerres avec les Song du Sud

### Le repli vers le sud de la Cour des Song

#### Le couronnement de l'empereur Song Gaozong
Les dirigeants du Jin n'avaient pas prévu ou souhaité la chute de la dynastie Song. Leur intention était d’affaiblir les Song afin d’exiger un tribut annuel plus important et ils n’étaient pas préparés pour gérer les conséquences d'une victoire aussi importante. En fait, la priorité des Jurchens avant le début de la guerre contre les Song était de renforcer leur domination sur les zones autrefois contrôlées par la dynastie Liao. Au lieu de continuer leur invasion de la Chine et devoir gérer un affrontement avec un empire ayant un potentiel militaire supérieur au leur, ils adoptent la stratégie du "Utiliser les Chinois pour contrôler les Chinois". Les Jin pensent qu'en créant un État fantoche et en le laissant administrer le nord de la Chine, ce dernier pourrait lever les impôts et taxes nécessaires pour verser le tribut annuel, sans avoir à intervenir pour réprimer des révoltes anti-Jin . En 1127, les Jurchens créent le "Da Chu" (litt : Grand Chu) et font de Zhang Bangchang (張邦昌, 1081-1127), un ancien fonctionnaire des Song, l’empereur fantoche de cet État fantoche. La stratégie des Jurchens se solde par un échec, car ce nouvel "État" n'empêche pas l'apparition de soulèvements dans le nord. En effet, les insurgés étant motivés par leur colère contre les pillages des Jins plutôt que par un sentiment de loyauté envers la cour corrompue des Song, la création du Da Chu ne change rien à la situation. À côté de ces soulèvement populaires, un certain nombre de commandants militaires Song stationnés dans diverses villes du nord de la Chine, restent fidèles aux Song et lèvent des milices de volontaires pour lutter contre la présence militaire des Jurchen. Ces insurrections limitent le contrôle effectif des Jin sur le nord de la Chine.
Alors que les Jin tentent de stabiliser leurs conquêtes du nord, un prince Song, nommé Zhao Gou, avait réussi à leur échapper,. En effet, lorsque Kaifeng est tombée aux mains des Jurchens, Zhao était bloqué à Cizhou à cause d’une mission diplomatique. Par la suite, le futur empereur Song Gaozong réussit à échapper aux troupes Jurchen lancées à sa poursuite en se déplaçant d’une province à l’autre, voyageant à travers le Hebei, le Henan et le Shandong. Les Jurchens tentent de l'attirer à Kaifeng où ils pourraient enfin le capturer, mais en vain. Zhao Gou arrive enfin à Yingtianfu (應天府), la capitale méridionale des Song, au début du mois de juin 1127. Pour Song Gaozong (r. 1127-1162), Yingtianfu est la première d’une série de capitales temporaires, cette succession de "déménagements" étant connue sous le nom de Xingzai (行在),. La Cour s’installe à Yingtianfu en raison de son importance historique. En effet, l’empereur Song Taizu, le fondateur de la dynastie, avait occupé dans cette ville le poste de gouverneur militaire. Le symbolisme lié à cette ville doit garantir la légitimité politique du nouvel empereur, qui est intronisé le 12 juin.
Après avoir régné pendant à peine un mois, Zhang Bangchang est convaincu par les Song de renoncer au trône du Da Chu et de reconnaître la légitimité de la lignée impériale des Song. Li Gang, un des conseillers de Gaozong, exerce des pressions sur le nouvel empereur pour qu'il fasse exécuter Zhang pour trahison envers les Song. L’empereur cède et Zhang est obligé de se suicider. La mise à mort de Zhang montre que les Song veulent provoquer les Jin et que ces derniers ne contrôlent pas encore parfaitement les territoires qu'ils viennent de conquérir,. La soumission et la chute du Chu signifie que Kaifeng est désormais sous le contrôle des Song. Zong Ze (宗澤 ; 1059-1128), le général Song chargé de fortifier Kaifeng, implore Gaozong de faire revenir la Cour dans la capitale, mais l'empereur refuse et se replie vers le sud. Dans l'histoire de la Chine, ce départ vers le Sud marque la fin des Song du Nord et le début de l’ère des Song du Sud.
Ce repli et cette partition de fait de la Chine s'accompagne de son lot de confusion et de problèmes. Ainsi, les descendants directs de Confucius vivant à Qufu, la ville natale du philosophe, bénéficient d'un titre de noblesse héréditaire spécifique, celui de Duc de Yansheng. À la suite de l'invasion des Jin, Kong Duanyou, le Duc en titre, s'enfuit vers le sud avec l’empereur Song, jusqu'à Quzhou. La dynastie Jin riposte en enlevant son titre à Kong Duanyou, pour le donner à son frère Kong Duancao qui, lui, est resté à Qufu,. Finalement, il y a deux Ducs de Yansheng, chacun reconnu par une des deux dynasties régnant sur la Chine.

#### Le repli vers le sud
La chute du Da Chu organisée par les Song et l'exécution de Zhang Bangchang sont considérées par les Jurchens comme un défi et une violation du traité que les deux parties ont négocié. Les Jurchens repartent à l'attaque contre les Song et reconquièrent rapidement une grande partie du Nord de la Chine. Fin 1127, Gaozong déplace sa Cour plus au sud et part de Yingtianfu, en naviguant sur le Grand Canal, pour s'installer à Yangzhou, qui se trouve au sud de la rivière Huai et au nord du fleuve Yangtsé,. La Cour reste plus d’un an dans cette ville, mais quand les Jurchens avancent jusqu'à la rivière Huai en 1129, elle est partiellement évacuée à Hangzhou. Quelques jours après l'évacuation partielle de la Cour, Gaozong s'échappe de justesse à cheval, quelques heures avant l'arrivée de l'avant-garde des troupes des Jin. En mai 1129, à la suite de l'échec d'un coup d'état visant à le détrôner, Gaozong décide de déplacer sa capitale vers le Nord pour s'installer à Jiankang, sur la rive sud du Yangtsé. Cependant, un mois plus tard, le général Du Chong (杜充), le successeur de Zong Ze, évacue Kaifeng, exposant ainsi Jiankang à une éventuelle attaque. L’empereur décide alors de retourner à Hangzhou en septembre, après avoir confié la défense de Jiankang à Du Chong. Finalement, les troupes des Jin réussissent à reprendre Kaifeng début 1130.
Entre 1127 et 1129, les Song envoient treize ambassades à la cour des Jin pour discuter des conditions de paix et négocier la libération de Huizong et de la mère de Gaozong, mais les Jin ignorent à chaque fois les ambassadeurs.
En décembre 1129, le Jin lance une nouvelle offensive militaire, en envoyant deux armées sur les rives de la rivière Huai, une à l’est et une à l’ouest. Sur le front ouest, les Jin envahissent le Jiangxi, la zone où réside l’impératrice douairière des Song, et s'emparent de Hongzhou (洪州),. L'armée de l'ouest reçoit l’ordre de battre en retraite quelques mois plus tard, à la suite du repli de l’armée de l’est.
L'armée de l'est, qui représente le gros des troupes Jin, est commandée par le général Wuzhu. Il traverse le Yangtsé au sud-ouest de Jiankang et prend cette ville lorsque Chong Du capitule. Après cette victoire, Wuzhu part de Jiankang et progresse rapidement vers le sud pour tenter de capturer Gaozong. Il prend la ville de Hangzhou le 22 janvier 1130, puis celle de Shaoxing, située plus au sud, le 4 février. Il semble sur le point de capturer Song Gaozong, mais il doit combattre le général Zhang Jun (1086-1154), près de Ningbo, ce qui laisse le temps à l'empereur de s'échapper. Lorsque Wuzhu peut reprendre la poursuite, la Cour s'enfuit à bord des navires vers des îles situées au large de la côte du Zhejiang, avant de poursuivre plus loin vers le sud jusqu'à Wenzhou. Le Jin envoie une flotte à la poursuite de Gaozong, mais en vain. Finalement, les Jurchens abandonnent la poursuite et se retirent vers le Nord. Pendant leur repli, les Jin pillent les villes non défendus de Hangzhou et Suzhou, avant de devoir faire face aux troupes des Song commandées par les généraux Yue Fei et Han Shizhong. Ce dernier réussit à infliger une défaite majeure (en) aux Jurchens et tente d’empêcher Wuzhu de passer sur la rive nord du Yangtsé. Les petites embarcations de l’armée de Jin sont surpassées par la flotte de Han Shizhong, composée de gros navires conçus pour naviguer en mer. Wuzhu réussit finalement à traverser la rivière, après avoir ordonné à ses troupes de tirer des flèches incendiaires sur les navires de Han Shizhong pour les neutraliser en brûlant leurs voiles. Les troupes de Wuzhu repassent une dernière fois sur la rive sud du Yangtsé pour piller Jiankang, avant de repartir vers le Nord. Malgré cette dernière victoire, les troupes du Jin ont été prises au dépourvu par la force de la marine Song et après cette campagne, Wuzhu n'a plus jamais tenté de traverser la rivière Yangtsé. Début 1131, des troupes Jin s'aventurent entre la rivière Huai et le fleuve Yangtsé. Elles sont repoussées par des bandits restés fidèles aux Song. Zhang Rong (張榮), le chef des bandits, reçoit un poste au sein du gouvernement, comme récompense pour sa victoire contre les Jin.
Après cette incursion des Jin, qui ont presque réussi à capturer Gaozong, l'empereur donne l'ordre au commissaire de la pacification Zhang Jun (1097-1164) d'attaquer les Jin pour calmer la Cour, qui réclame une contre-attaque. Zhang, qui est responsable des provinces du Shaanxi et du Sichuan, à l’extrême ouest du pays, lève une grande armée, mais est battu par Wuzhu près de Xi'an, à la fin de l'année 1130. Après sa victoire, Wuzhu avance plus vers l'ouest dans la province du Gansu, avant de marcher vers le sud, jusqu'à Jiezhou (階州),. Les batailles les plus importantes entre les Jin et les Song ont lieu en 1131 et en 1132, dans les provinces du Shaanxi, du Gansu et du Sichuan. Le Jin perd deux batailles à Heshan Yuan en 1131, et après avoir échoué à entrer dans le Sichuan, Wuzhu se retire à Yanjing. Il retourne sur le front ouest entre 1132 et 1134. Wuzhu attaque le Hubei et le Shaanxi en 1132 et réussit à prendre Heshan Yuan en 1133, avant de subir une nouvelle défaite au col de Xianren, qui l'oblige à stopper son avance et se retirer du Sichuan. Après ces ultimes combats, il n'y a plus aucune grande bataille entre les Jin et les Song pendant le reste de la décennie.
La Cour des Song revient à Hangzhou en 1133, et l'empereur rebaptise la ville Lin'an,. Un peu plus tard la même année, le temple des ancêtres impériaux est construit à Hangzhou, prouvant ainsi que la Cour a, de facto, fait de Hangzhou la capitale de la dynastie Song, sans qu’il y ait une déclaration officielle à ce sujet. Pendant quelques années, la ville est traitée comme une capitale temporaire et entre 1130 et 1137, la Cour fait des allers-retours entre Jiankang et Hangzhou. Certains conseillers de l'empereur proposent de faire de Jiankang la nouvelle capitale, mais c'est Hangzhou qui est choisie car la Cour juge que c'est une ville plus sûre. Les barrières naturelles qui entourent Hangzhou, y compris des lacs et des rizières, rendent plus difficile l'utilisation de la cavalerie des Jurchen pour attaquer la ville. La cité bénéficie également d'un accès à la mer qui facilite un éventuel repli. En 1138, Gaozong publie un édit qui établit officiellement Hangzhou, comme capitale de la dynastie. Cet édit précise qu'il s'agit d'une capitale provisoire, sous-entendu "jusqu'à la reconquête du nord", mais dans les faits, Hangzhou va rester la capitale des Song du Sud pendant 150 ans et devenir un centre commercial et culturel majeur.

### L'invasion des Song par le Da Qi
En 1130 Qin Hui, un haut fonctionnaire de la Cour des Song, recommande de trouver une solution pacifique au conflit, en expliquant que "S'ils ont souhaité qu’il n’y ait plus de conflits sous le ciel, il est nécessaire que les sudistes restent dans le sud et les nordistes dans le Nord.» Gaozong, qui se considère comme un nordiste, commence par rejeter la proposition; mais quelques années plus tard, les deux belligérants font des gestes d'apaisement. Ainsi, en 1132 le Jin libère un diplomate Song qui avait été emprisonné et en 1133 ce sont les Song qui proposent de devenir des vassaux des Jin. Malgré cela, aucun traité n'est signé; car les Jin exigent que la frontière entre les deux États soit déplacée vers le sud et passe des rives de la rivière Huai à celles du Yangtsé, ce qui est inacceptable pour les Song.
Pendant ce temps, les insurrections anti-Jin continuent de se multiplier en Chine du Nord, ce qui gêne grandement les campagnes militaires des Jurchens contre les Song. Ne voulant pas laisser la guerre s'éterniser, la Cour des Jin décide de créer un nouvel État fantoche pour administrer le nord de la Chine, le "Da Qi" (litt. "Grand Qi"). Les Jurchens estime que cet État, qui, sur le papier, sera gouverné par une personne d’ascendance chinoise, sera capable de rallier à lui les insurgés. De plus, les Jurchens souffrent également d’une pénurie de main-d'œuvre qualifiée et n'ont pas le personnel administratif nécessaire pour contrôler la totalité du Nord de la Chine. Dans les derniers mois de l'an 1129, Liu Yu (劉豫, 1073 – 1143) gagne les faveurs de l’empereur Jin Taizong. Liu est un ancien fonctionnaire des Song originaire du Hebei, qui a été le gouverneur de Jinan dans le Shandong, avant de faire défection au profit du Jin en 1128. Le Da Qi est officiellement fondé à la fin de l'année 1130 et Jin Liu devient l'empereur de ce nouvel "État". Il fait de Daming, dans Hebei, sa capitale, avant de déménager sa Cour à Kaifeng, l'ancienne capitale des Song du Nord. Le gouvernement du Qi institue la conscription militaire, tente de réformer la bureaucratie et promulgue des lois instaurant des impôts élevés. C'est également lui qui fournit une grande partie des troupes qui combattent les Song durant les sept années qui suivent sa création.

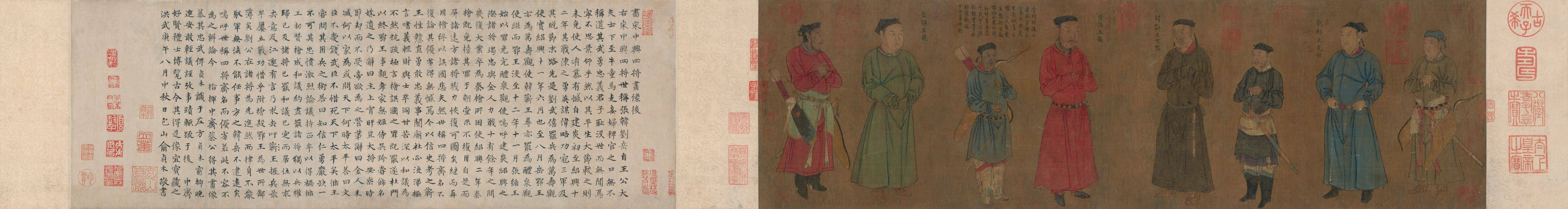
Peinture de la période des Song du Sud représentant les généraux qui ont arrêté l’avance des Jin en Chine du Sud. Le général Yue Fei (1103 – 1142) est le deuxième en partant de la gauche, le général Zhang Jun (1086-1154) est le quatrième et le général Han Shizhong (1089-1151) le cinquième.

La Cour du Jin accorde au Qi plus d’autonomie qu'au premier gouvernement fantoche du Chu, mais Liu Yu est obligé d’obéir aux ordres des généraux Jurchen. Avec le soutien du Jin, le Da Qi envahit le territoire des Song en novembre 1133. Li Cheng, un transfuge des Song qui a rejoint le Qi, dirige la campagne. Xiangyang et les Xians voisins sont pris dès le début des hostilités, ce qui offre aux Jurchens un accès à la vallée centrale du fleuve Yangtsé. Leur poussée vers le Sud est stoppée par le général Yue Fei, qui bat Li et reprend Xiangyang ainsi que les Xians environnants en 1134. Cependant, un peu plus tard la même année, les armées du Qi et du Jin entament une nouvelle offensive un peu plus à l’est, le long de la rivière Huai. C'est lors de cette seconde offensive que, pour la première fois, Gaozong publie un édit condamnant officiellement le Da Qi. Les armées du Qi et du Jin remportent une série de victoires dans la vallée de la Huai, mais sont repoussées par Han Shizhong près de Yangzhou et par Yue Fei près de Luzhou (廬州). En 1135, les Qi-Jin se replient soudainement à la suite de la mort de l’empereur Jin Taizong, ce qui permet aux Song de regrouper leurs forces. La guerre reprend en 1136, lorsque le Da Qi attaque les Song dans la région de Huainan. Les troupes du Qi perdent une bataille à Outang (藕塘), contre une armée Song commandée par le général Yang Qizhong (楊沂中 ; 1102-1166). Cette victoire remonte le moral des Song et le commissaire militaire Zhang Jun (1097-1164) réussit à convaincre Gaozong d'élaborer un plan pour une contre-attaque. Dans un premier temps, Gaozong accepte, mais il abandonne la contre-offensive quand un officier nommé Li Qiong (酈瓊) tue son officier supérieur et fait défection au profit du Jin avec des dizaines de milliers de soldats. Pendant ce temps, l'empereur Jin Xizong (r. 1135 – 1150), qui vient de monter sur le trône après le décès de Jin Taizong, désire faire la paix. Lui et ses généraux sont déçus par les échecs militaires de Liu Yu et ont appris que ce dernier complotait en secret avec Yue Fei. À la fin de l'année 1137, le Jin rétrograde Liu Yu au rang de prince et abolit l’État du Da Qi, après quoi les pourparlers de paix reprennent entre les Jin et les Song.

### Contre-offensive des Song et processus de paix
Gaozong promeut Qin Hui en 1138 et le charge de négocier la paix avec le Jin, malgré les critiques de Yue Fei, Han Shizhong et d'un grand nombre de fonctionnaires de la Cour. Qin commence par éliminer ses adversaires, avec l'aide du Censorat, avant d'entamer les négociations proprement dites. La même année, les dynasties Jin et Song approuvent un traité qui fixe la frontière entre les deux pays sur les rives du Yangtsé et reconnaît Gaozong comme un "sujet » du Jin. Mais ce texte ne sera jamais appliqué, car il soulève trop d'oppositions au sein des Cours des Jin et des Song. En conséquence, la guerre continue et au début de l'année 1140, une armée Jurchen dirigée par Wuzhu envahi le territoire des Song. La contre-offensive des Song leur permet non seulement de repousser l'attaque, mais aussi de réaliser d'importants gains territoriaux. Ce retournement de situation commence lorsque le général Liu Qi (劉錡) des Song remporte une bataille contre Wuzhu à Shunchang,. Craignant que Wuzhu tente d'envahir la région de Huainan pour essayer de reprendre la main après cet échec, l'empereur des Song met Yue Fei à la tête des forces armées chargées de la défense de cette zone. Cependant, au lieu d’avancer vers Huainan, Wuzhu se retire à Kaifeng. Craignant un piège, Song Gaozong fait paraître un édit interdisant de poursuivre le fuyard, mais Yue désobéit et pénètre sur le territoire des Jin pour rattraper Wuzhu. Yue prend la ville de Zhengzhou et envoie des soldats sur l'autre rive du Yangtsé pour fomenter une rébellion paysanne contre les Jin. Le 8 juillet, 1140, lors de la bataille de Yancheng, Wuzhu lance une attaque surprise contre les forces Song avec une armée de 100 000 fantassins et 15 000 cavaliers. Yue Fei prend personnellement la tête de sa cavalerie pour attaquer les soldats Jurchen et remporte une victoire décisive. Il continue de marcher sur le Henan, où il reprend les villes de Zhengzhou et Luoyang. Vers la fin de l'année 1140, Yue est obligé de se retirer après que l’empereur lui ait ordonné de revenir à la Cour des Song,.
```

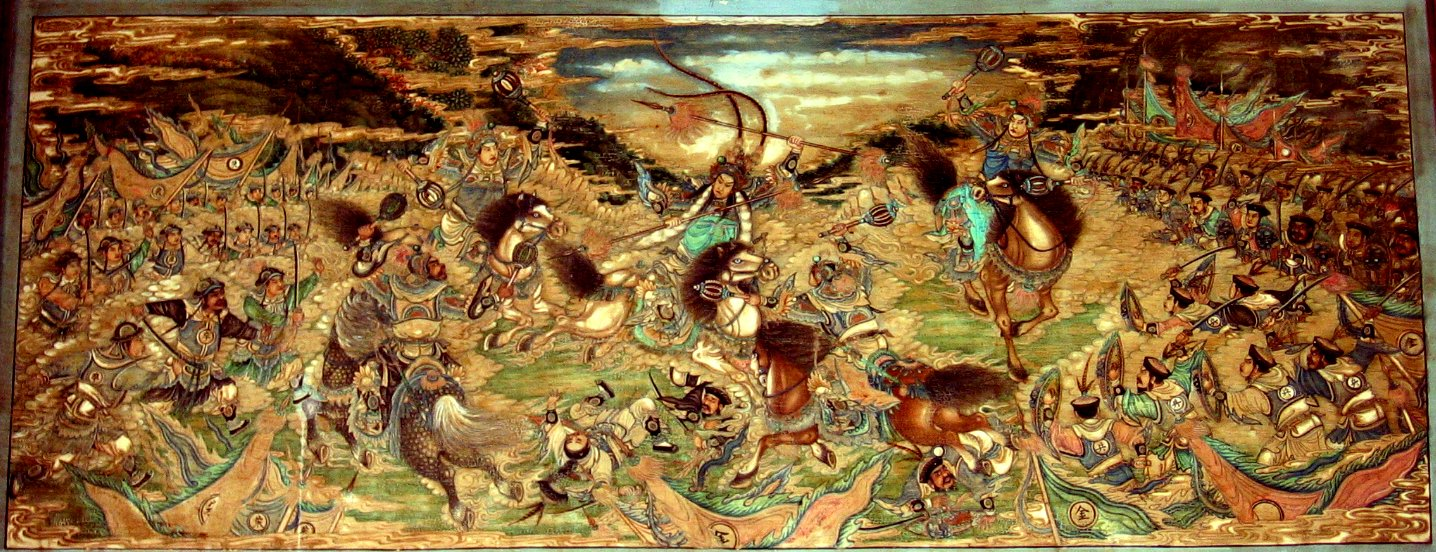
Peinture murale du palais d'été représentant le général Yue Fei en train de combattre les armées de la dynastie Jin

En effet, l'empereur Gaozong veut établir un traité de paix avec les Jurchens et cherche à refréner les désirs d'autonomie et de puissance de l’armée, car les expéditions militaires de Yue Fei et d'autres généraux sont un obstacle aux négociations de paix
[
93
]
. Le gouvernement affaiblit l’armée en donnant à Yue Fei, Han Shizhong et Zhang Jun (1086-1154) des titres qui les privent de leurs commandements militaires
[
89
]
, mais cela ne suffit pas à les faire taire. Han Shizhong, qui critique ouvertement les négociations avec les Jin est finalement mis à la retraite
[
94
]
, tandis qu'Yue Fei proteste en démissionnant
[
93
]
. En 1141, Qin Hui est emprisonné pour insubordination et, en 1142, Yue Fei est accusé de trahison, puis empoisonné en prison sur ordre de Qin hui. Les pressions diplomatiques des Jurchen lors des pourparlers de paix ont peut-être joué un rôle, mais ce qui est sûr c'est que les allégations de collusion avec le Jin n’ont jamais été prouvées
[
90
]
,
[
95
]
. 
```

Après son exécution, la réputation de Yue Fei grandit considérablement et il passe du statut de défenseur des Song du sud à celui de héros national,. Qin Hui a, lui, été dénigré par les historiens, qui l’accusent d’avoir trahi les Song. En fait, le véritable Yue Fei est diffèrent de celui présenté par les mythes ultérieures qui ont magnifié ses exploits. Contrairement aux légendes traditionnelles, Yue est seulement un des nombreux généraux qui se sont battus contre les Jin en Chine du Nord. La tradition blâme aussi Gaozong pour l’exécution d’Yue Fei et la soumission aux Jin. Qin Hui, dans une réponse faite aux remerciements que Gaozong lui adresse pour la réussite des négociations de paix, dit à l’empereur que "la décision de faire la paix émane entièrement de votre Majesté. Votre serviteur n'a rien fait d'autre que d'appliquer cette décision, en quoi ais-je donc accompli quelque chose à titre personnel? "

### Traité de Shaoxing

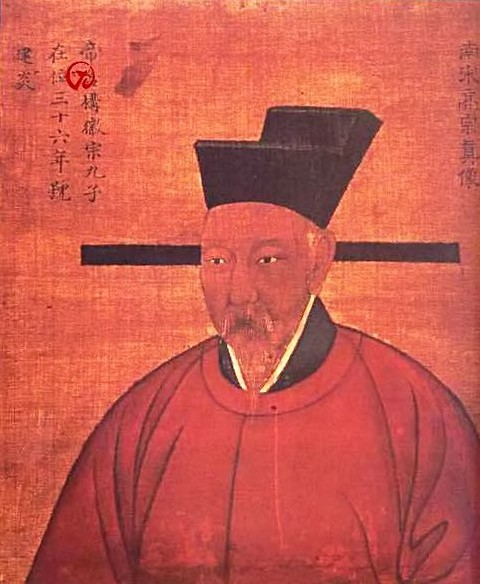
L'empereur Song Gaozong, qui ouvre et soutient les négociations de paix qui aboutissent au traité de Shaoxing.

Le 11 octobre 1142, après un an de négociations, le traité de Shaoxing qui met fin au conflit Jin-Song est ratifié. Suivant les termes du traité, la frontière entre les deux empires est fixée sur les rives de la rivière Huai et les Song acceptent de payer aux Jin un tribut annuel de 250 000 taels d’argent et de 250 000 rouleaux de soie.
Le traité réduit le statut des Song du Sud à celui de vassal de Jin. Le document désigne les Song comme étant un "État insignifiant", tandis que les Jin sont reconnus comme étant "l'État supérieur". Le texte du traité n’a pas survécu dans les documents chinois, ce qui est un signe de sa réputation humiliante; et si l'on connaît son contenu, c'est parce qu’il a été recopié dans une biographie Jurchen. Une fois que le traité est signé, les Jurchens se retirent vers le Nord et le commerce reprend entre les deux empires. La paix scellée par le traité de Shaoxing dure pendant soixante-dix ans, mais est interrompue à deux reprises, une fois par les Jin et l’autre par les Song.

### Les campagnes ultérieures

#### La campagne du Prince de Hailing
En 1150, Wanyan Liang, le Prince de Hailing, organise un coup d’État contre l’empereur Xizong et devient le quatrième empereur de la dynastie Jin. Wanyan Liang se voit comme un empereur chinois et commence par transférer la capitale de l'empire de la Mandchourie à Zhongdu, au cœur de la Chine du Nord. Très vite, il prévoit de conquérir les territoires de la dynastie Song pour unifier la Chine. En 1158, il trouve un casus belli en annonçant que les Song ont rompu le traité de paix de 1142 en achetant des chevaux. Pour préparer la guerre, il organise une levée de troupes impopulaire, qui provoque des troubles dans tout l’empire. Des révoltes Anti-Jin éclatent chez les Khitans et dans les provinces Jin limitrophes de l'empire Song. Wanyan Liang riposte en punissant sévèrement toute forme d'opposition à la guerre. Les Song sont mis au courant des plans de Wanyan Liang et se préparent en améliorant leurs défenses le long de la frontière, principalement près de la rivière Yangtze; mais ces préparatifs sont entravés par l’indécision de l’empereur Song Gaozong. En effet, ce dernier désire préserver la paix et répugne à prendre des décisions pouvant être interprétées comme des provocations faites aux Jin. En 1161, Wanyan Liang lance son invasion, sans avoir formellement déclaré la guerre. Il prend personnellement la tête des armées Jurchen et part de Kaifeng le 15 octobre. Le 28 octobre, il atteint les rives de la rivière Huai, puis marche vers le Yangtsé. Si les Song ont perdu le contrôle de la Huai, ils réussissent à s'emparer de quelques Xian des Jin plus à l'ouest, ralentissant ainsi l'avance des Jurchens. Un groupe de généraux Jurchen est envoyé traverser le Yangtsé près de la ville de Caishi, pendant que Wanyan Liang établit sa base près de Yangzhou.

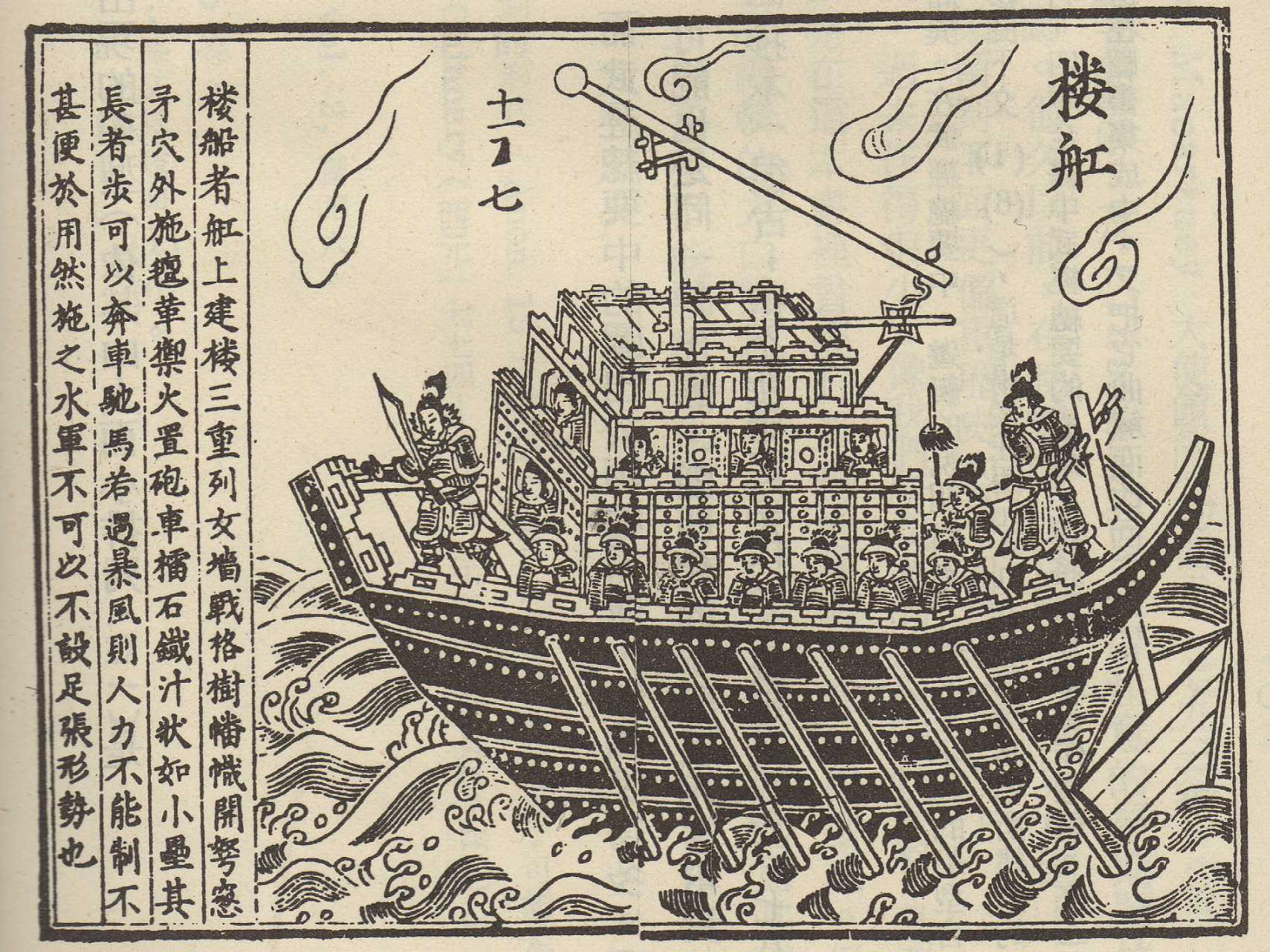
Navire de guerre de la dynastie Song, équipé d'un trébuchet sur son pont. Illustration extraite du Wujing Zongyao

L’armée chargée de la défense de la rivière est commandée par Yu Yunwen, un fonctionnaire de la Cour des Song. Les Jurchens tentent de traverser le Yangtsé au niveau de la jetée de Caishi entre le 26 et le 27 novembre, mais ils sont vaincus et repoussés par les Song au terme de la bataille de Caishi. Les navires des Song, qui sont équipés de roues à aubes et armés de trébuchets, tirent des bombes explosives sur les navires plus légers de la flotte des Jin,,. Plus petits, moins bien armés et construits à la hâte, les navires des Jurchens sont incapables de rivaliser avec ceux des Chinois. De plus, les bombes lancées par les navires Song contiennent un mélange composé de poudre à canon, de chaux, de morceaux de fer et d'un poison qui est probablement de l'arsenic, ce qui les rend encore plus redoutables,. Les chroniques chinoises considèrent que cette bataille représente le tournant de la guerre et la qualifie de « bouleversement militaire » qui garantit l'indépendance du sud de la Chine face aux envahisseurs du Nord. Toujours selon les sources chinoises de l'époque, l’importance de cette bataille est comparable à celle de la bataille de la rivière Fei du IVe siècle, qui avait sauvé la Dynastie Jin de l'Est d'une invasion à la suite de la défaite totale de l'armée du Qin antérieur. Selon les rapports des Song, l'armée des Jurchens était forte de 400 000 soldats et elle aurait été repoussée par les 18 000 soldats Song commandée par Yu Yunwen. Les historiens modernes sont plus sceptiques et considèrent que les effectifs de l'armée Jurchen sont exagérés, les historiens des Song ayant probablement confondu le nombre de soldats Jurchen présents lors de la bataille de Caishi avec l'effectif total des soldats sous le commandement de Wanyan Liang. Donc, contrairement à ce qu'indiquent les comptes-rendus de l'époque, ce n'était pas une bataille déséquilibrée opposant une petite force à une armée en très grande supériorité numérique. De plus les Song ont bénéficié de nombreux avantages sur les Jin, à savoir une flotte supérieure en tout point à celle de leurs adversaires et l'impossibilité pour les Jurchen d’utiliser leur meilleur atout, la cavalerie, dans une bataille navale.
Une analyse moderne du champ de bataille a montré qu'il s'agit en fait d'une bataille mineure, même si cette victoire fait remonter le moral des Song. En effet, même si le Jin a perdu la bataille, les Jurchens n'ont a déplorer qu'environ 4 000 morts, ce qui est loin d'être suffisant pour détruire leur capacité de combat . En réalité, ce sont les relations médiocres entre Wanyan Liang et les généraux Jurchen, qui le méprisent, qui ont condamné les chances d’une victoire du Jin ; car le 15 décembre de la même année, Wanyan est assassiné dans son camp militaire par des officiers mécontents. Il est remplacé par l'empereur Shizong (r. 1161-1189), qui subit de fortes pressions pour mettre fin à une guerre impopulaire. Il finit par ordonner le retrait des forces du Jin en 1162. L'empereur Gaozong abdique la même année, sa mauvaise gestion de la guerre avec Wanyan Liang étant une des nombreuses raisons ayant entrainé cette abdication. Des escarmouches entre les Song et Jin continuent d'avoir lieu le long de la frontière jusqu'en 1165, date à laquelle est signé un nouveau traité de paix. Ce nouveau traité n'entraine aucun changement territorial majeur et les Song doivent toujours verser une indemnité annuelle au Jin. Seul changement notable, cette indemnité n'est plus appelée « tribut », un terme qui laisse entendre une relation subalterne, mais « paiement ».

#### Guerre de revanche des Songs

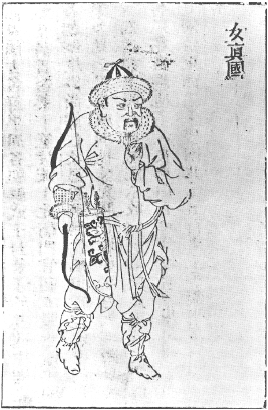
Guerrier Jurchen avec un arc. Estampe sur bois du début du XVIIe siècle

Durant les années 1190, le Jin est affaibli par la montée en puissance des Mongols au nord et une série d’inondations qui culminent avec l'inondation du fleuve Jaune de 1194, qui dévaste le Hebei et le Shandong en Chine du Nord. Ils doivent aussi faire face aux sécheresses et invasions de sauterelles qui sévissent plus au sud près de la Huai. Les Song sont informés de la situation des Jurchen par leurs ambassadeurs, qui se rendent deux fois l’an à la capitale des Jin. Essayant de tirer parti de la situation, ils commencent à provoquer leur voisin du Nord. Cette reprise des hostilités est fomentée par le chancelier Han Tuozhou, l'empereur Song Ningzong (r. 1194 – 1224) ne portant que peu d’intérêt à l’effort de guerre. Sous la supervision de Han Tuozhou, les préparatifs pour la guerre avancent progressivement et prudemment. À cette époque, la Cour vénère le héros irrédentiste Yue Fei et Han décide d'en tirer parti en orchestrant la publication de documents historiques qui justifient la guerre avec le Jin. À partir de 1204 des raids armés des Song attaquent les colonies, fermes et autres établissements des Jin. En 1205, Han Tuozhou est nommé responsable de la sécurité nationale et, à partir de cette date, les Song financent des insurgés loyalistes anti-Jin dans le Nord. Ces premiers affrontements commencent rapidement à dégénérer, avec le soutien partiel des fonctionnaires Song revanchards, jusqu'à ce que la guerre contre les Jin soit officiellement déclarée le 14 juin 1206. Le document qui a annoncé la guerre dit que le Jin a perdu le Mandat du Ciel, ce qui signifie qu’ils sont inaptes à régner, et appelle à une insurrection des Chinois Han contre l’État Jin.
L'Armée Song est dirigée par le général Bi Zaiyu (畢再遇 ; ??? - 1217), qui s'empare dès le début des hostilités de la ville frontalière de Sizhou (泗州), qui était à peine défendue. Par contre, il subit des pertes importantes lorsqu'il affronte les Jurchens dans le Hebei,. Les Jin repoussent les Song et avancent vers le sud pour assiéger la ville de Chuzhou (楚州), qui se situe sur le territoire des Song, sur le Grand Canal, juste au sud de la rivière Huai. Là, ils retrouvent le général Bi qui défend la ville et les Jurchens finissent par lever le siège après trois mois. Malgré ce repli, à l’automne de 1206, les Jurchens ont réussi à capturer plusieurs villes et bases militaires. En effet, les Jin ont contre-attaqué en lançant une offensive contre les villes des Song situées sur le front central de la guerre et ont pris Zaoyang et Guanghua (光化),,. Dès lors, il est clair que l'offensive des Song a lamentablement échoué. Le moral des soldats s'est effondré à la suite des défaites successives, des conditions météorologiques désastreuses, du manque de ravitaillement et de la disette qui s'ensuit. Les désertions se multiplient, alors que les défections massives que les Song espéraient provoquer en Chine du Nord ne se sont jamais concrétisées.
À la fin de l'année 1206, la situation se dégrade également sur le front de l'ouest pour les Song. Wu Xi (吳曦 ; ??? - 1207), le gouverneur-général du Sichuan, avait reçu pour mission de détourner les troupes des Jin loin du front de l’est. Au cours de l'année, il attaque des positions tenues par les Jin, mais son armée d’environ 50 000 hommes est repoussée. Après ces échecs, il décide de faire défection au profit des Jin en décembre 1206. Une telle défection peut entrainer la perte de l'intégralité du front de l'ouest pour les Chinois, mais Wu est assassiné par des soldats loyaux aux Song le 29 mars 1207; avant que les troupes des Jin aient eu le temps de prendre le contrôle des territoires concernés,. C'est An Bing (安丙 ;??? - 1221) qui remplace Wu Xi sur le front ouest; mais la cohésion des forces Song s’est effondrée après la disparition de Wu et les commandants s'entredéchirent lors des luttes intestines qui suivent la mort de ce dernier.
Les combats continuent en 1207, mais à la fin de cette année il est clair que la guerre est dans une impasse. Les Song sont maintenant sur la défensive, tandis que les Jin n'arrivent pas à s'emparer des territoires des Song. L’échec de la politique agressive de Han Tuozhou est sanctionné par sa chute et son décès, car le 15 décembre 1207 il est battu à mort par les gardes du Palais impérial. Son bras droit Su Shidan (蘇師旦) est exécuté, tandis que d'autres fonctionnaires liés à Han sont licenciés ou exilés. Aucun des deux camps ne désirant poursuivre la guerre, des négociations de paix sont ouvertes. Un traité de paix est signé le 2 novembre 1208, qui réintroduit le versement d'un tribut des Song aux Ji, dont le montant annuel augmente de 50 000 taels d’argent et 50 000 rouleaux de tissu. Le traité stipule également que les Song doivent présenter aux Jin la tête de Han Tuozhou, car les Jurchens le tiennent pour responsable du déclenchement de la guerre. Les cadavres de Han et Su sont exhumés et décapités, puis leurs têtes sont exposées en public avant d'être livrées à la Cour des Jin.

#### La guerre Song–Jin pendant les conquêtes mongoles

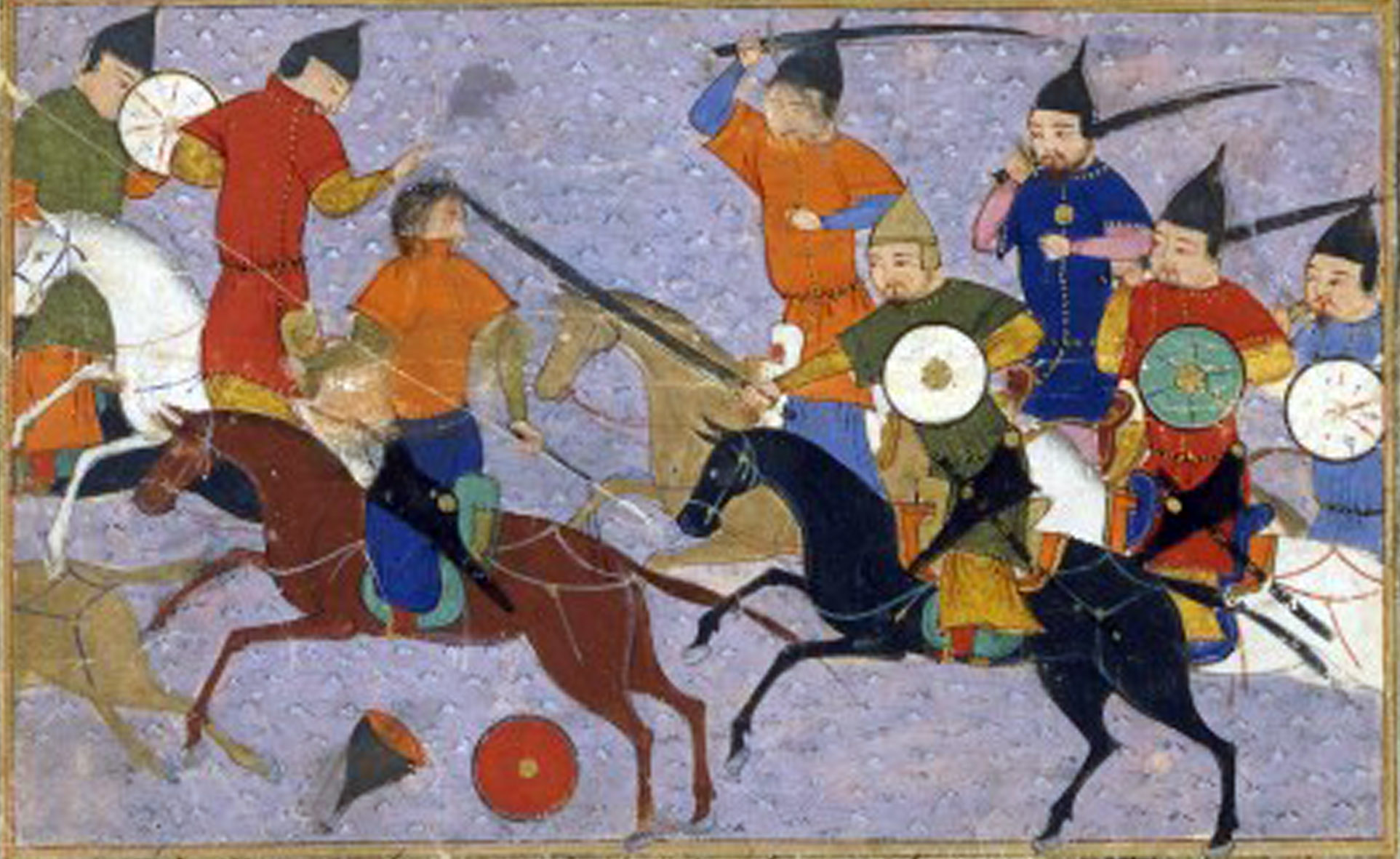
Une bataille entre les Mongols et le Jin en 1211, décrite par l'historien persan Rashid al-Din dans son Histoire universelle

Entre la fin du XIIe et le début du XIIe siècle, les Mongols, une confédération de nomades vassaux des Jin, sont unifiés sous la houlette d'un chef de tribut nommé Temüdjin. Dans un premier temps, ils se contentent de lancer des raids dans les territoires du Nord-Ouest de l’empire Jin. Ne désirant pas lancer des expéditions punitives, les Jin se contentent d'une politique d'apaisement, semblable a celle que les Song pratiquent avec eux. En 1210, les Mongols soumettent la dynastie des Xia Occidentaux, qui contrôle le Nord-Ouest de la Chine et mettent fin à leur vassalité envers les Jin. En 1211, ils entrent en guerre ouverte contre les Jin avec l'aide des Xia. À la lumière de cet événement, un débat a lieu au sein de la Cour des Song pour savoir s'il faut profiter de la situation pour affaiblir les Jin en arrêtant le versement du tribut annuel. Finalement, le parti de l'apaisement et du statu quo gagne et les Song continuent à verser leur tribut au Jin. Ils refusent également les offres d'alliance contre les Jin que leur font les Xia occidentaux en 1214 et lorsque les Jin rejettent en 1215 une demande de diminution du tribut, ils se conforment cette décision sans protester. Pendant ce temps, en 1214, le Jin se retire de la capitale assiégée de Zhongdu (en) pour s'installer à Kaifeng, qui devient la nouvelle capitale de la dynastie. À la suite de l'expansion des Mongols, les Jin ont subi d'importantes pertes territoriales. Pour les compenser, ils attaquent les Song en 1217. Si officiellement cette guerre est due aux raids que les Song lancent périodiquement contre les Jin, il s'agit probablement de tenter de conquérir les territoires des Song pour avoir une zone de repli au cas où les Mongols parviendraient à prendre le contrôle du Nord. Shi Miyuan (史彌遠, 1164-1233), le chancelier de l’empereur Song Lizong (1224-1264 de r.), hésite à lutter contre les Jin et retarde la déclaration de guerre pendant deux mois. Comme les généraux Song bénéficient d'une large autonomie, ce délai permet à Shi de reporter sur eux les blâmes pour les échecs militaires. Les soldats du Jin traversent la frontière à l'Ouest et au centre du fleuve, mais leurs succès militaires sont limités et le Jin doit faire face à des incursions répétées des Xia occidentaux, qui se vengent ainsi du refus d'intervenir des Jurchen lorsqu'ils avaient été attaqués par les Mongols en 1209. En 1217, les généraux chinois Meng Zongzheng (chinois traditionnel : 孟宗政) et Hu Zaixing (chinois traditionnel : 扈再興) infligent une défaite aux Jin et les empêchent de capturer les villes de Zaoyang et Suizhou, ce qui met fin a cette première campagne.
Les Jin lancent une seconde campagne à la fin de l'année 1217, pour un résultat à peine meilleur que lors de la première,. À l’est, le Jin progresse peu dans la vallée de la rivière Huai, mais dans l’Ouest, ils capturent Xihezhou et le col de Dasan (大散關, Shaanxi ). Ils essayent à nouveau de s'emparer de Suizhou dans le circuit Sud de Jingxi en 1218 et 1219, mais comme en 1217, ces tentatives se concluent par un échec,. Une contre-offensive des Song leur permet de reprendre la ville de Sizhou en 1218 et en 1219 les villes de Dengzhou et Tangzhou, situées en territoire Jin, sont pillées deux fois par une armée des Song commandée par Zhao Fang (趙方 ; ??? - 1221). Dans l’Ouest, le commandement des forces Song dans le Sichuan est confié à An Bing, qui avait auparavant été démis de ce même commandement. Il défend avec succès le front ouest, mais ne peut pas s'avancer en territoire Jin en raison des soulèvements qui se produisent dans la région. Après cette campagne, le Jin tente d'obtenir une indemnisation de la part des Song, en vain.
La troisième et dernière campagne a lieu au début de l'an 1221. Au début, les troupes du Jin réussissent à prendre la ville de Qizhou (蘄州), qui se situe dans l’ouest du Huainan, soit loin à l'intérieur du territoire des Song. Ces derniers ripostent en envoyant des troupes commandées par Hu Zaixing et Li Quan (李全 ???? - 1231), qui infligent une défaite cinglante aux Jin. Après cet échec, les Jurchens se retirent. En 1224, les deux belligérants s'accordent sur un traité de paix qui met fin au versement annuel d'un tribut aux Jin par les Song et rompt les relations diplomatiques entre les deux pays.

#### Alliance entre les Mongols et les Songs
En février 1233, les Mongols prennent Kaifeng après un siège de plus de dix mois et la Cour Jin se replie dans la ville de Caizhou. En 1233 l'empereur Jin Aizong (r. 1224 – 1234) dépêche des diplomates pour implorer les Songs de leur livrer des vivres et des fournitures. Ces diplomates insistent sur le fait que si le Jin tombe, il est quasiment certain que les Mongols envahiront immédiatement les territoires des Song. Cette prévision se révélera juste par la suite, mais sur le moment, les Song ignorent l’avertissement et repoussent la demande; tout comme les Song et les Jin avaient repoussé les demandes d'alliance des Xia lorsque ceux-ci les avaient contactés en 1220-1221 pendant leur révolte contre les Mongols. Au lieu de cela, les Song s'allient aux Mongols contre les Jin et offrent vivres et fournitures à ces derniers en échange de territoires dans le Henan. La dynastie Jin s’effondre lorsque les troupes mongoles et chinoises défont les Jurchens lors du siège de Caizhou en 1234. C'est le général Meng Gong (孟珙) qui commande l’armée Song qui participe au siège de la ville. L’avant-dernier empereur du Jin, l'empereur Aizong, se suicide alors que les troupes ennemies pénètrent dans la ville et son successeur éphémère, l'empereur Jin Modi, est tué le lendemain lors des derniers combats avant la chute de Caizhou. Comme les dirigeants du Jin l'avaient prédit, les Mongols se tournent ensuite contre les Song et commencent la conquête du sud de la Chine. Après des décennies de guerre, la dynastie Song tombe à son tour en 1279, quand les derniers loyalistes Song se suicident ou se rendent après leur défaite lors de la bataille navale de Yamen.

## Conséquences historiques

### Changements culturels et démographiques
Après leur victoire contre les Song, des Jurchen ont émigré des confins du nord-est du territoire des Jin pour s'installer dans les terres nouvellement conquises de la Chine du Nord. Ces migrants représentent moins de dix pour cent de la population totale, soit à peu près 2 à 3 millions de Jurchens dans une zone peuplée par environ 30 millions de Chinois. L’expansion vers le sud des Jurchens a obligé les Jin à passer du mode de gouvernement décentralisé des tribus semi-nomades à un mode centralisé et bureaucratique typique des dynasties chinoises.

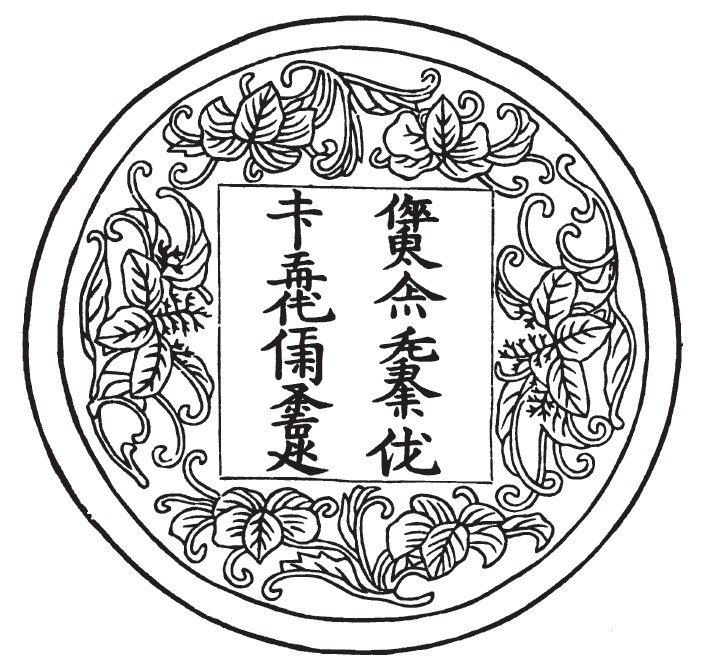
Dessin de Yanzhou Shanren (1526-1590) représentant un médaillon portant le couplet « Quand un roi sage se soucie de la vertu, les étrangers viennent de toutes parts comme invités » en écriture jurchen. Le Jurchen est une des trois langues officielles de l'empire Jin

Le gouvernement du Jin commence par essayer de promouvoir et de développer une culture jurchen indépendante de la culture chinoise, tout en adoptant le système bureaucratique centralisé typique des dynasties chinoises. Mais malgré ces efforts, l’empire se sinise progressivement au fil du temps, au point que les Jurchens finissent par parler le chinois comme s'il s'agissait de leur langue natale et adopter la philosophie confucianiste, qui est utilisée pour légitimer le gouvernement au pouvoir. Les rituels confucéens officiels, qui étaient déjà utilisés par les dynasties précédentes, sont adoptés sous le règne de l’empereur Jin Xizong (1135-1150). Le Jin reprend ensuite à son compte le système des examens impériaux basés sur les classiques confucéens, tout d’abord au niveau régional et puis pour tout l’empire. Les classiques et les autres œuvres de la littérature chinoise sont traduits en jurchen et étudiés par des intellectuels Jurchens; mais très peu d'entre eux ont contribué activement à alimenter la littérature classique du Jin. Les deux types d'écriture de la Langue khitan, la grande écriture khitan (en) (契丹大字) et la petite écriture khitan (en) (契丹小字), qui font partie des différents types d'écritures chinoises, forment la base d’un nouveau système d’écriture national, utilisé dans tout l’empire, l'écriture jurchen. Ces trois types d'écritures deviennent officiellement les langues de travail du gouvernement. Avec le temps, les clans Jurchen adoptent des noms personnels chinois, qu'ils accolent à leurs noms jurchen. L'empereur Wanyan Liang est un promoteur enthousiaste de la sinisation des Jurchen et adopte plusieurs politiques visant à l’encourager. Liang a été acculturé par les diplomates des Song depuis l’enfance et son assimilation des pratiques de ces derniers lui a valu d'être surnommé par les Jurchen "aping le Chinois". Il étudie les classiques chinois, boit du thé et joue au xiangqi pour se distraire. Sous son règne, le centre administratif de la dynastie Jin est déplacé vers le sud, à Huining. En 1153, il fait de Beijing la capitale principale du Jin et fait ériger des palais à Beijing et Kaifeng, alors que les anciennes résidences des chefs Jurchen, plus au nord, sont démolies.
Les réformes politiques de l’empereur sont liées à son désir de conquérir l’ensemble de la Chine et de se légitimer comme un empereur chinois. Cette volonté de conquête du sud de la Chine prend fin avec l’assassinat de Wanyan Liang, car son successeur, l'empereur Jin Shizong (r. 1161-1189), est moins enthousiaste au sujet de la sinisation des Jurchens, au point qu'il annule plusieurs des édits de Wanyan Liang. Au contraire, il met en place de nouvelles politiques visant à ralentir l’assimilation des Jurchens. Un nouveau changement politique a lieu après la mort de Shizong, dont les diverses interdictions sont abolies par son successeur, l'empereur Jin Zhangzong (r. 1189-1208), qui promeut à son tour des réformes qui transforment la structure politique de la dynastie pour la rapprocher de celle des dynasties Song et Tang. Cependant, malgré ces changements culturels et démographiques, les hostilités militaires entre le Jin et les Song persistent jusqu'à la chute du Jin.
Dans le sud, le repli de la dynastie Song conduit à des changements démographiques majeurs. Le nombre des réfugiés du Nord qui s'installent à Hangzhou et Jiankang finit par dépasser celui de la population locale, dont le nombre avait diminué à la suite des raids répétés des Jurchens. Par la suite, le gouvernement encourage la réinstallation des paysans ayant migré dans les provinces du sud dans les territoires sous-peuplés situés entre le Yangtsé et la Huai.
Hangzhou, la nouvelle capitale des Song, devient un important centre commercial et culturel. Elle passe du statut de ville médiocre sans aucune importance particulière à celui d'une des villes les plus grandes et les plus prospères du monde. Au cours de son séjour à Hangzhou, au début de la dynastie Yuan, alors que la ville est moins riche qu’à l'époque des Song, Marco Polo écrit que cette ville "Est supérieure à n'importe quelle autre dans le monde". Au début la ville est désignée comme capitale "provisoire" et les infrastructures officielles sont plus que modestes. Mais avec le temps, la probabilité d'une reconquête du nord de la Chine devient de moins en moins plausible et Hangzhou devient une ville commerciale importante. Dès lors les bâtiments du gouvernement sont étendus et rénovés, afin de mieux convenir à son statut de capitale impériale. Le modeste Palais impérial des débuts est élargi en 1133 avec l'ajout de nouvelles allées couvertes et en 1148 par l’extension des murs du palais.
Si Hangzhou profite du repli vers le sud des Song, la perte du Nord de la Chine, le centre culturel de la civilisation chinoise, a diminué le statut international de la dynastie. Après la conquête du Nord par les Jurchens, la Corée reconnait les Jin et non les Song comme étant la dynastie légitime de la Chine. Les échecs militaires des Song les réduisent au statut de subordonné du Jin et font de la dynastie une « Chine parmi d'autres ». Malgré ce recul politique, l’économie des Song repart rapidement après le repli vers le sud. Les recettes fiscales tirées des taxes sur le commerce extérieur sont presque doublées entre la fin de l’ère des Song du Nord en 1127 et les dernières années du règne de Gaozong au début des années 1160. Cette reprise n’est pas uniforme, et les zones qui ont été directement touchées par la guerre, comme le Huainan et le Hubei, ont mis des décennies à retrouver leurs niveaux d’avant la guerre. En dépit des multiples guerres, le Jin reste un des principaux partenaires commerciaux des Song; la demande de ces derniers pour les produits étrangers, comme la fourrure et les chevaux, étant constante. L’historien Shiba Yoshinobu (斯波義信 né en 1930) estime que le commerce des Song avec le Nord est assez rentable pour compenser l’argent remis chaque année comme tribut aux Jin.

### Naissance et développement des armes à feu

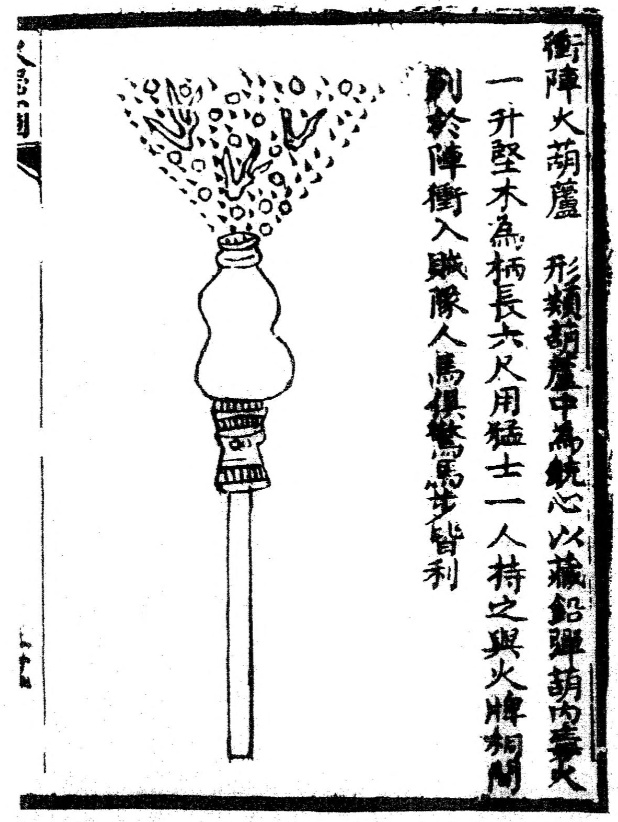
Une lance de feu (huo qiang), un des premiers types d'armes à feu, dont le premier usage connu remonte au siège de De'an en 1132. Cette illustration, extraite du Huolongjing, un traité datant de la dynastie Ming, la représente en train de projeter une myriade de petits projectiles

Les combats entre les Song et le Jin ont stimulé l’invention et l’utilisation d'armes utilisant la poudre à canon. Le premier usage attesté d'une "lance de feu" (huo qiang), un des premiers ancêtres des armes à feu, remonte au siège de De'an (德安 ) en 1132, lors de l’invasion par le Jin du Hubei et du Shaanxi. Cette arme, utilisée par les Song contre les Jurchens qui les assiègent, se compose d’une lance au bout de laquelle est attaché un lance-flammes primitif pouvant tirer des projectiles à partir d’un réservoir en bambou ou en papier. Ils sont construits par des soldats qui sont sous le commandement de Chen Gui (陳規), le responsable de la défense de De'an. Ces lances, telles qu'elles ont été utilisées à De'an, ont été construites pour détruire les engins de siège en bois du Jin et pas pour le combat contre l’infanterie des Jurchens. Cette arme souffre d'un manque de portée et de mobilité, que les soldats Song compensent en lançant des attaques simultanées sur les engins de siège des Jin et en attendant jusqu'à ce que ces derniers soient à portée des lances de feu. Par la suite, cette arme est perfectionnée en remplaçant les réservoirs en bambou par des modèles en métal, permettant de tirer des projectiles plus loin et avec plus de force, ce qui permet de les utiliser contre l’infanterie.

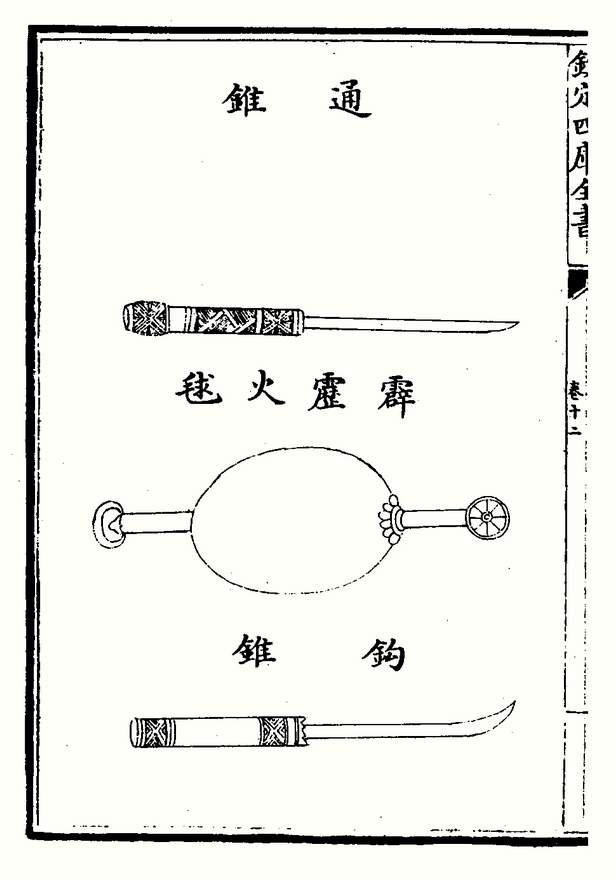
Ces bombes pili huoqiu, qui ont été utilisées lors de la bataille de Caishi contiennent un mélange de poudre noire, de chaux, de morceaux de fer et d'un poison. Cette illustration représentant un huoqiu est tiré du manuscrit Wujing Zongyao datant de 1044.

Les Song utilisent également les premières bombes rudimentaires comme les bombes incendiaires huopao (火礮) et les bombes huopao (火砲), comme des armes incendiaires propulsées par des trébuchets. Ainsi, les défenseurs de Kaifeng utilisent des bombes huopao (火礮) pendant le premier siège de la ville par les Jin en 1126,. Les Jin ne sont pas en reste et utilisent également des bombes incendiaires qui sont lancées à l'intérieur de la ville depuis les tours de siège. En 1127, les huopao (火礮) sont également utilisées par les défenseurs de De'an et par les soldats Jin qui assiègent la ville. Le haut fonctionnaire Lin Zhiping (林之平) a proposé de rendre l'usage des flèches et bombes incendiaires obligatoire pour tous les navires de guerre de la marine Song. À la bataille de Caishi en 1161, les trébuchets des navires des Song lancent des pili huoqiu (霹靂火球), aussi appelés bombes pili huopao (霹靂火砲), contre les navires de la flotte des Jin commandées par Wanyan Liang,. En plus de la poudre noire, ces bombes contiennent également de la chaux en poudre, ce qui produit une fumée aveuglante une fois que l’enveloppe de la bombe se brise. Les Song ont également utilisé des armes incendiaires lors de la bataille de Tangdao, au cours de la même année.

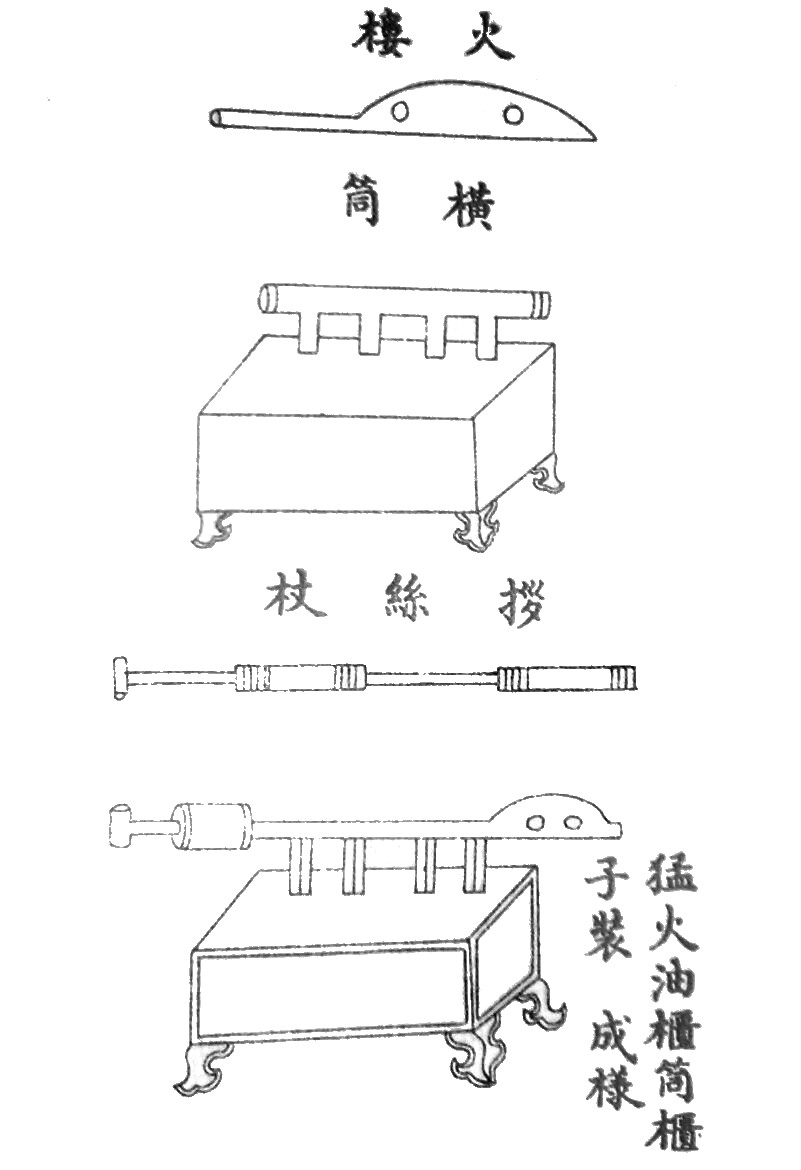
Un lance-flammes chinois. Illustration tirée elle aussi du manuscrit Wujing Zongyao.

En 1206, la poudre noire est aussi utilisée avec des flèches par une armée Song stationnée à Xiangyang. Ces flèches étaient très probablement une arme incendiaire, mais elles ont pu également être utilisées comme une forme très primitive de missile. Les Chinois ne sont pas les seuls à faire un tel usage des flèches, car lors du siège de Qizhou (蘄州) par les Jin en 1221, ce sont les Jurchens qui emploient des bombes et des flèches utilisant la poudre noire contre les Song. Lors de ce siège les Jin utilisent des tiehuopao (鐵火砲, "huopao en fer") en fonte, qui sont les premières bombes explosives connues. La charge en poudre noire de la bombe doit être assez puissante pour faire exploser l'enveloppe en fer qui la compose et projeter des éclats brulants aux alentours. Les Song possèdent une grande quantité de bombes incendiaires, mais il n’y a aucun texte prouvant qu'ils ont une arme semblable aux bombes détonantes des Jin. Un participant au siège a rapporté dans le Xinsi Qi Qi Lu (辛巳泣蘄錄), que l’armée Song chargée de défendre Qizhou a un arsenal composé de 30000 huopao (火礮), 7000 flèches incendiaires à base de poudre noire utilisables avec des arbalètes, 10000 utilisables avec des arcs, ainsi que 20000 pidapao (皮大礮), probablement des sacs en cuir remplis de poudre noire.

## Voir également
- Histoire de la dynastie Song